# Leon Wyczółkowski

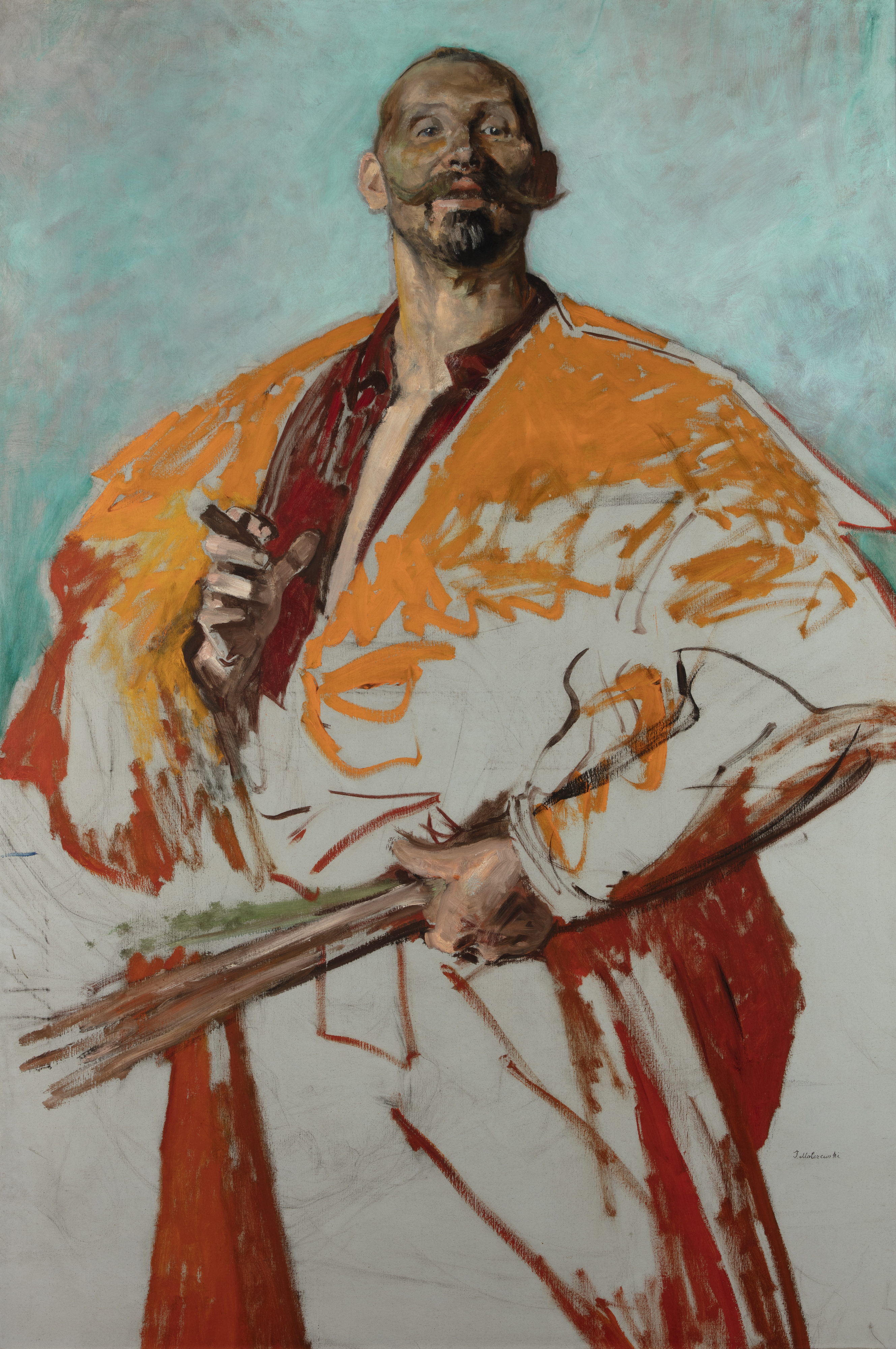
Portret Leona Wyczółkowskiego namalowany przez Jacka Malczewskiego

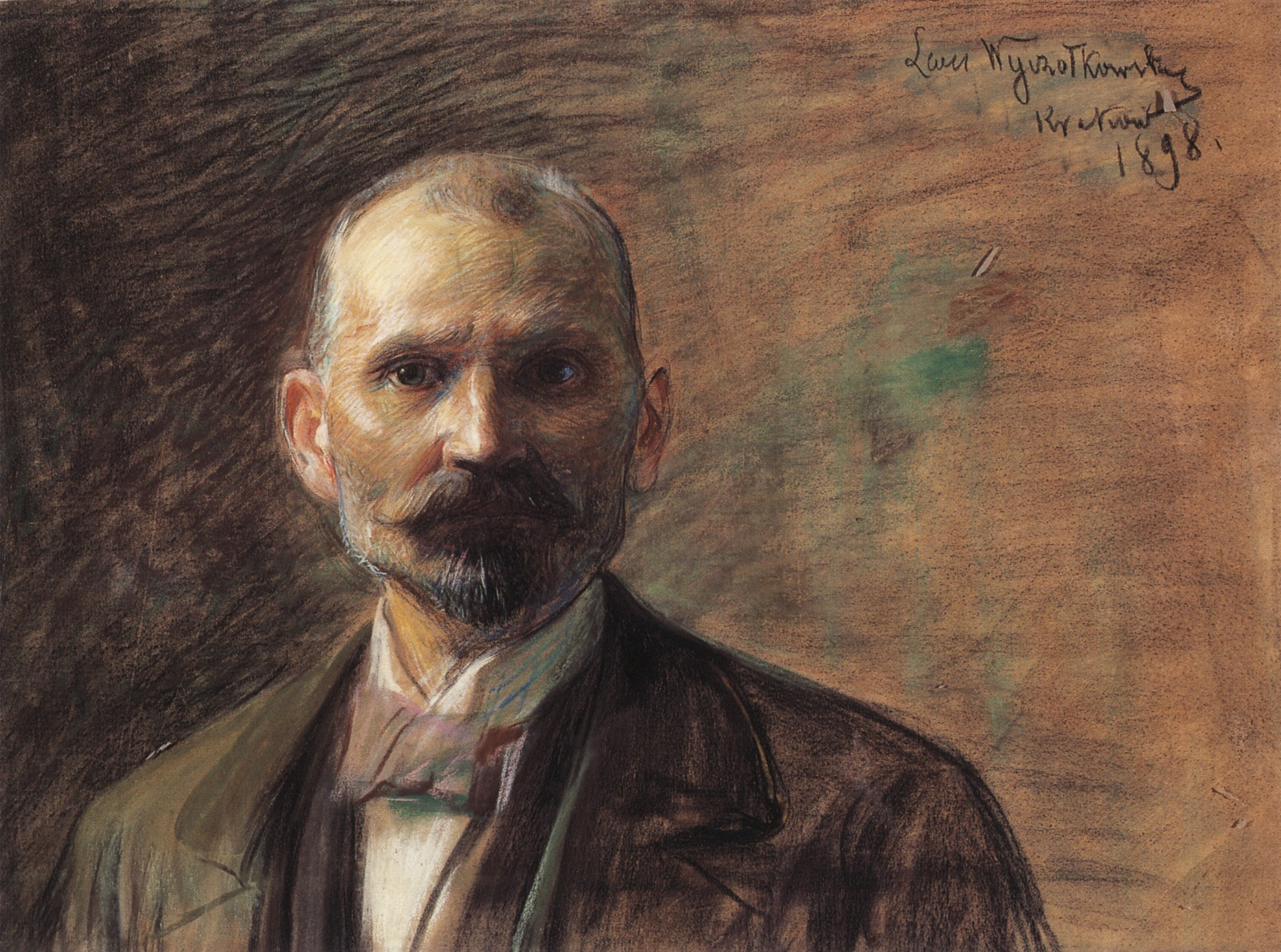
Autoportret Leona Wyczółkowskiego

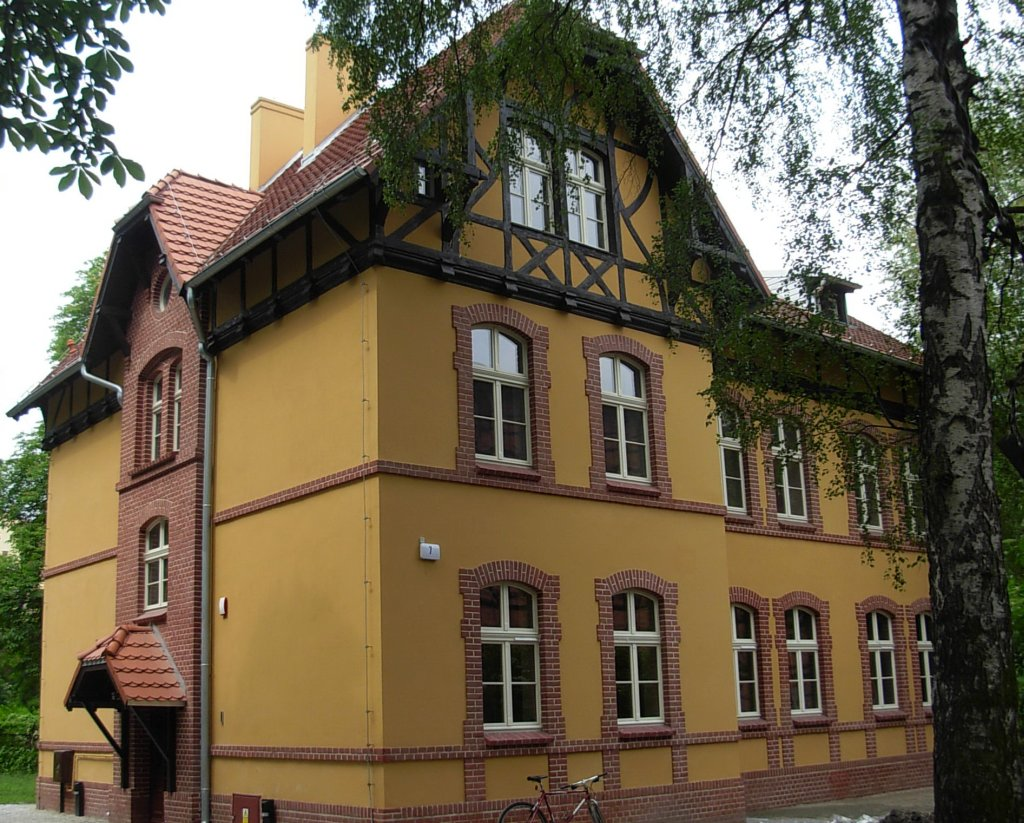
Muzeum prac artysty na Wyspie Młyńskiej w Bydgoszczy, zwane Domem Wyczółkowskiego

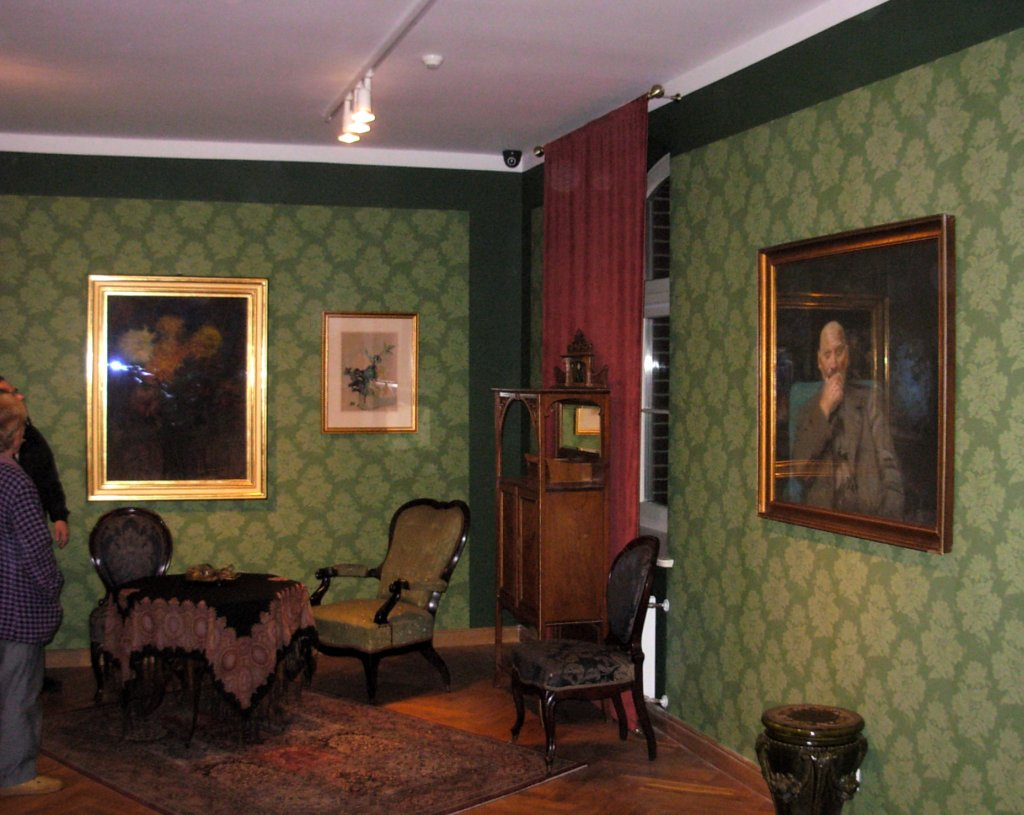
Fragment wnętrza Domu Wyczółkowskiego, Muzeum Okręgowe im. Leona Wyczółkowskiego w Bydgoszczy

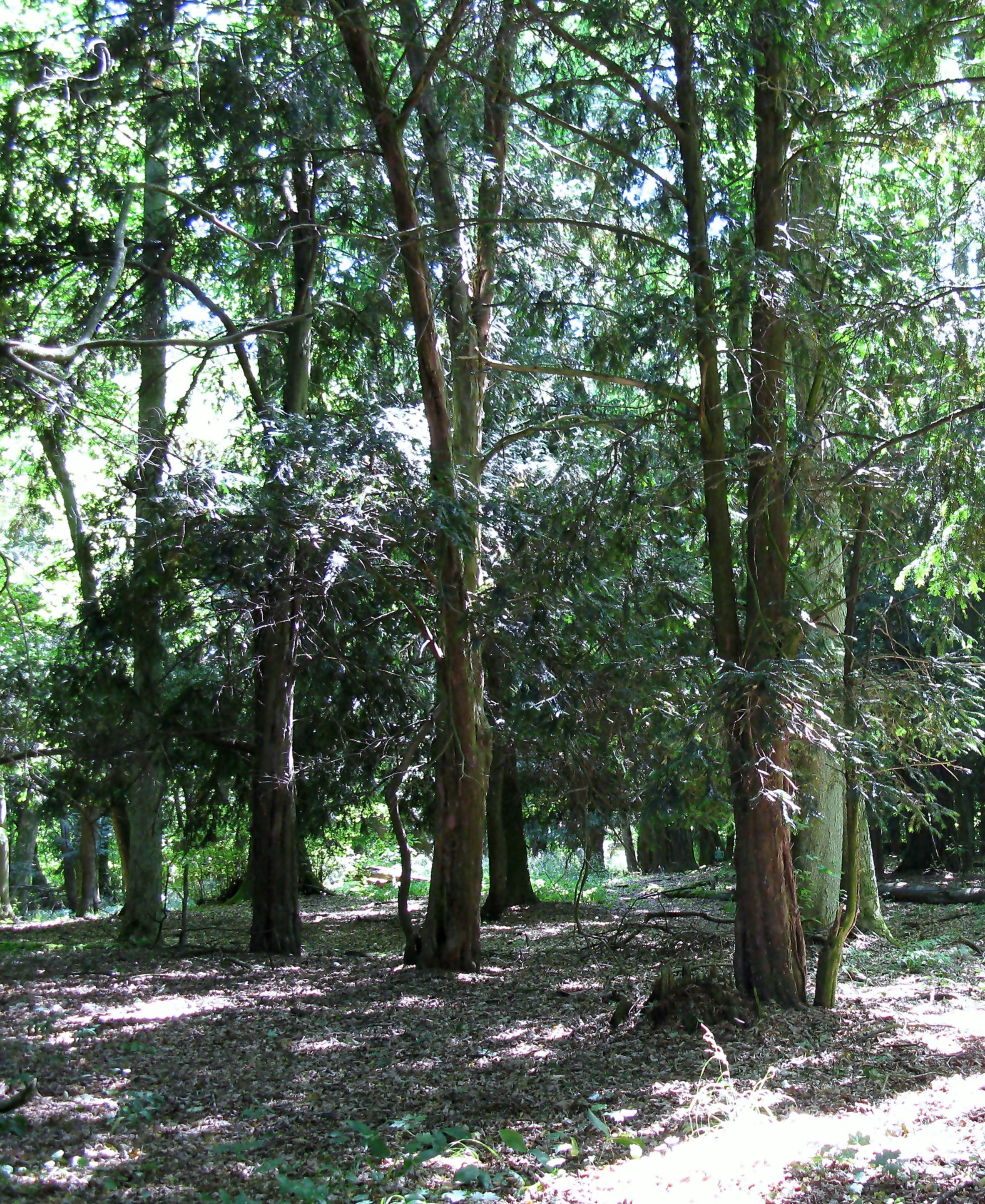
Rezerwat przyrody Cisy Staropolskie im. Leona Wyczółkowskiego, miejsce wielu plenerów artysty

Leon Jan Wyczółkowski (ur. 24 kwietnia 1852 w Hucie Miastkowskiej, zm. 27 grudnia 1936 w Warszawie) – polski malarz, grafik i rysownik, jeden z czołowych przedstawicieli Młodej Polski w nurcie malarstwa realistycznego.

## Życiorys
Urodził się 24 kwietnia 1852 r. w Hucie Miastkowskiej koło Garwolina. Był synem Mateusza pochodzącego z drobnej szlachty kupca szkła i Antoniny z Falińskich. Do szkoły ludowej chodził w Kamionce pod Lubartowem, a następnie uczęszczał do gimnazjum, najpierw w Siedlcach, potem do III Gimnazjum w Warszawie. W latach 1869–1871 uczył się w warszawskiej Klasie Rysunkowej u Antoniego Kamieńskiego i Rafała Hadziewicza, a w latach 1872–1873 u Wojciecha Gersona, malarza realisty, który problematykę społeczną i pejzaż porzucił dla malarstwa historycznego i religijnego. Gerson miał niewątpliwie znaczny wpływ na jego wykształcenie i start artystyczny. Powstały wtedy m.in. obrazy: Obraz Trembowli, Zamordowanie Świętego Wojciecha, Święty Kazimierz i Jan Długosz. Ten ostatni obraz wystawiono w Towarzystwie Zachęty Sztuk Pięknych w Warszawie w 1873 r., co było jego pierwszym sukcesem artystycznym.
W 1873 r. zwiedził Wystawę Powszechną w Wiedniu, ukazującą również szeroki przekrój zjawisk artystycznych. Jesienią 1875 r. wyjechał do Monachium i do roku 1877 studiował w pracowni węgierskiego malarza Aleksandra Wagnera na tamtejszej Akademii Sztuk Pięknych (w końcu października 1875 r. zgłosił się do Akademii – Techn. Malklasse). Powstały wtedy prace: Studium starej kobiety w czepku i Studium Włoszki. Po powrocie do kraju, w latach 1877–1879 studiował w krakowskiej Akademii Sztuk Pięknych pod kierunkiem Jana Matejki, przelotnie zafascynowany metodami jego twórczości. Pod jego wpływem namalował Ucieczkę Maryny Mniszchówny oraz szereg portretów. W 1878 r. zwiedził Wystawę Powszechną w Paryżu, gdzie oglądał m.in. obrazy Claude’a Moneta. W 1880 r. mieszkał we Lwowie, gdzie poznał Adama Chmielowskiego. Pod wpływem tego artysty stworzył dwa obrazy: Dziewczyna i bazyliszek i Smok podwawelski. Malował również Alinę i portret dzieci Dobrzyńskich.

### Okres warszawski
W 1880 r. wrócił do Warszawy. W krótkim czasie stał się malarzem o ustalonej pozycji. Utrzymywał się głównie z portretów, wykonywanych na zamówienie. W Warszawie odszedł ostatecznie od akademizmu. Opierając się na doświadczeniach malarzy francuskich (Monet) tworzył szereg scen salonowo-buduarowych (m.in. Model malarza, Obrazek jakich wiele, Ujrzałem raz w buduarze).
W 1883 r. wyjechał na Ukrainę, gdzie z przerwami na krótsze i dłuższe pobyty w Warszawie, pozostał dziesięć lat. Mieszkał najpierw (do 1887) w Laszkach – majątku Głębockich na Podolu, a następnie dwa lub trzy lata spędził na wsi u kuzyna. Przebywał również na Kijowszczyźnie w Bereznej u Podhorskich i w Białej Cerkwi u Branickich. Na Ukrainie powstały słynne jego dzieła w wielu wariantach, jak Rybacy, Chłopi, Woły, Orka i Kopanie buraków.
W 1889 r. odwiedził ponownie Paryż (wystawa światowa), zapoznając się z dziełami Moneta i sztuki japońskiej. W 1890 r. w salonie Krywulta w Warszawie wystawił prace powstałe w czasie pobytu na Ukrainie. Wskazywały one na ewolucję artysty w kierunku impresjonizmuW latach 1891–1893 był członkiem Komitetu Towarzystwa Zachęty Sztuk Pięknych w Warszawie.

### Okres krakowski
W październiku 1895 r. został powołany na wykładowcę w krakowskiej Akademii Sztuk Pięknych i przeniósł się na stałe do Krakowa. Po 1895 r. uległ na krótko wpływowi symbolizmu (Sarkofagi – 1897). Odbył liczne podróże po całym kraju i zagranicy (Włochy, Francja, Hiszpania, Anglia, Irlandia). Stopniowo rezygnował z techniki olejnej i coraz częściej posługiwał się pastelami i akwarelą, a także kredą i tuszem. Wykorzystywał pewne rozwiązania impresjonizmu, malując pejzaże i sceny rodzajowe z silnymi efektami świetlnymi (Rybacy brodzący). Malował pełne światła, nastrojowe pejzaże, drzewa, zabytki architektoniczne miast polskich i pamiątki historyczne (cykl Skarbiec wawelski), martwe natury i kwiaty. Powstały liczne autoportrety artysty i portrety wybitnych postaci, m.in. prof. Ludwika Rydygiera z asystentami, Stanisława Witkiewicza, Jana Kasprowicza, Karola Estreichera, Erazma Barącza, Józefa Chełmońskiego, Juliusza Kossaka, Konstantego Laszczki. U schyłku XIX wieku stał się obok Juliana Fałata, Jacka Malczewskiego i Jana Stanisławskiego, jednym z najpopularniejszych malarzy krakowskich.
W latach 1896–1913 wielokrotnie przebywał w Zakopanem i w Tatrach, zarówno latem, jak i zimą. W górach docierał wówczas m.in. do Morskiego Oka, a nawet przekraczał Wrota Chałubińskiego w drodze do Doliny Ciemnosmreczyńskiej. Malował i rysował wówczas krajobrazy, sceny z życia górali i ich portrety (m.in. Tomka Gadei, Wojciecha Janika i słynnego przewodnika tatrzańskiego Szymona Tatara starszego). Portretował również osoby związane z Zakopanem, jak wspomniany Jan Kasprowicz (1898, 1908), Henryk Sienkiewicz (1899) czy Stefan Żeromski (z synem, na tle Tatr, 1904). Barwne reprodukcje 12 obrazów tatrzańskich Wyczółkowskiego znalazły się w jubileuszowym wydaniu Na skalnym Podhalu Kazimierza Tetmajera. W uznaniu jego twórczości związanej z Tatrami Towarzystwo Tatrzańskie obdarzyło go w 1913 r. godnością członka honorowego.
Będąc do 1919 r. profesorem Akademii Sztuk Pięknych wykształcił sporą grupę malarzy, z których wybili się zwłaszcza Wojciech Weiss i Fryderyk Pautsch. W Krakowie związał się z życiem kulturalnym miasta. W 1897 r. należał do członków założycieli Towarzystwa Artystów Polskich „Sztuka”, które skupiało najwybitniejszych ówczesnych polskich malarzy i rzeźbiarzy. Uczestniczył czynnie w organizowanych przez Towarzystwo wystawach. W salonie literata Ignacego Maciejowskiego (Sewera) spotykał się z Adamem Asnykiem, Władysławem Reymontem, Tadeuszem Micińskim, Kazimierzem Tetmajerem, Jackiem Malczewskim, krytykiem sztuki Konstantym Marią Górskim. Odwiedzał kawiarnię Turlińskiego „Paon” będącą siedzibą cyganerii artystycznej. W mieszkaniu Fałata grywał w brydża ze Stanisławem Przybyszewskim, Teodorem Axentowiczem, Janem Stanisławskim. Był popularny w środowisku również jako karykaturzysta. Od końca lat 80. XIX w. do 1912 r., dzięki znajomości z Feliksem Mangghą Jasieńskim interesował się sztuką japońską. Był również jednym ze współzałożycieli Towarzystwa Przyjaciół Muzeum Narodowego w Krakowie, powstałego w 1903 r. z inicjatywy Wyczółkowskiego oraz Teodora Axentowicza, Feliksa Jasieńskiego i Feliksa Kopery
W końcu lat 90. XIX w. zainteresował się grafiką, jako autonomicznym środkiem artystycznej wypowiedzi. Uprawiał różne techniki: litografię, algrafię, akwafortę, fluorofortę i miękki werniks zarówno w wersji czarno-białej, jak i barwnej. Po 1910 r. wybrał ostatecznie technikę litografii, dającą duże możliwości swobodnego kształtowania formy. Jego obfita i różnorodna twórczość graficzna miała charakter malarski i odznaczała się dużą skalą rozwiązań formalnych (Tatry – 1906, Teka litewska – 1907, Gdańsk – 1909, Teka huculska – 1910, Teka ukraińska – 1912, Wawel I i II – 1911/12, Gościeradz – 1924 i inne). Znakomicie oddawał urodę kwiatów i martwych natur. Portretował niemal cały świat artystyczny Krakowa. Próbował swoich sił także w rzeźbie, tworząc posąg husarza na koniu, jako projekt nagrobka dla Jana Matejki. W 1909 r. został rektorem krakowskiej Akademii Sztuk Pięknych i godność tę pełnił w roku akademickim 1909/1910. W 1911 r. ciężko chory przeszedł na emeryturę.
Wybuch I wojny światowej zastał go w majątku Malinowszczyzna w okolicach Wilejki na Litwie, gdzie studiował pejzaż leśny. Pospiesznie wrócił do Warszawy, gdzie spędził rok, nie mogąc przedostać się do Krakowa. Malował akwarele i wykonywał litografie z widokami Starego Miasta („Teka Stara Warszawa”). Od 1915 r. przebywał w Krakowie, gdzie związał się z Legionami Piłsudskiego. Kilka miesięcy w 1916 r. przebywał w 6 pułku piechoty w obozie pod Warszawą. Wykonał wtedy cykl „Wspomnienia z Legionowa”.

### Okres wielkopolsko-pomorski
Od 1922 r. związał się z Wielkopolską i Pomorzem. Przekazał wtedy kolekcję dzieł sztuki wschodniej Muzeum Wielkopolskiemu w Poznaniu, zawierający: dywany, makaty, kilimy, wazony, misy, szkła, zabytkowe meble oraz dzieła malarskie i graficzne. Za ten dar Poznański Wydział Krajowy przekazał artyście dworek w Gościeradzu pod Bydgoszczą. Odtąd miesiące letnie spędzał w swoim dworku otoczonym parkiem i sadem. Powstały obrazy starych drzew: dębów, świerków i sosen oraz pól, a także teki: „Wrażenia z Białowieży” (1922), „Gościeradz” (1923/1924), „Teka Jubileuszowa kościoła Panny Marii w Krakowie” (1926/1927). W 1929 r. przeniósł się z Krakowa do Poznania. Malował m.in. widoki Poznania, Borów Tucholskich (np. obraz Cis z rezerwatu w Wierzchlesie), polskiego wybrzeża Bałtyku. Jedną z ostatnich jego prac okazała się znana w czterech wersjach Wiosna w Gościeradzu (1933). W 1933 r. został mianowany profesorem honorowym Akademii Sztuk Pięknych w Krakowie, a w 1934 r. powołano go na profesora grafiki Akademii Sztuk Pięknych w Warszawie.

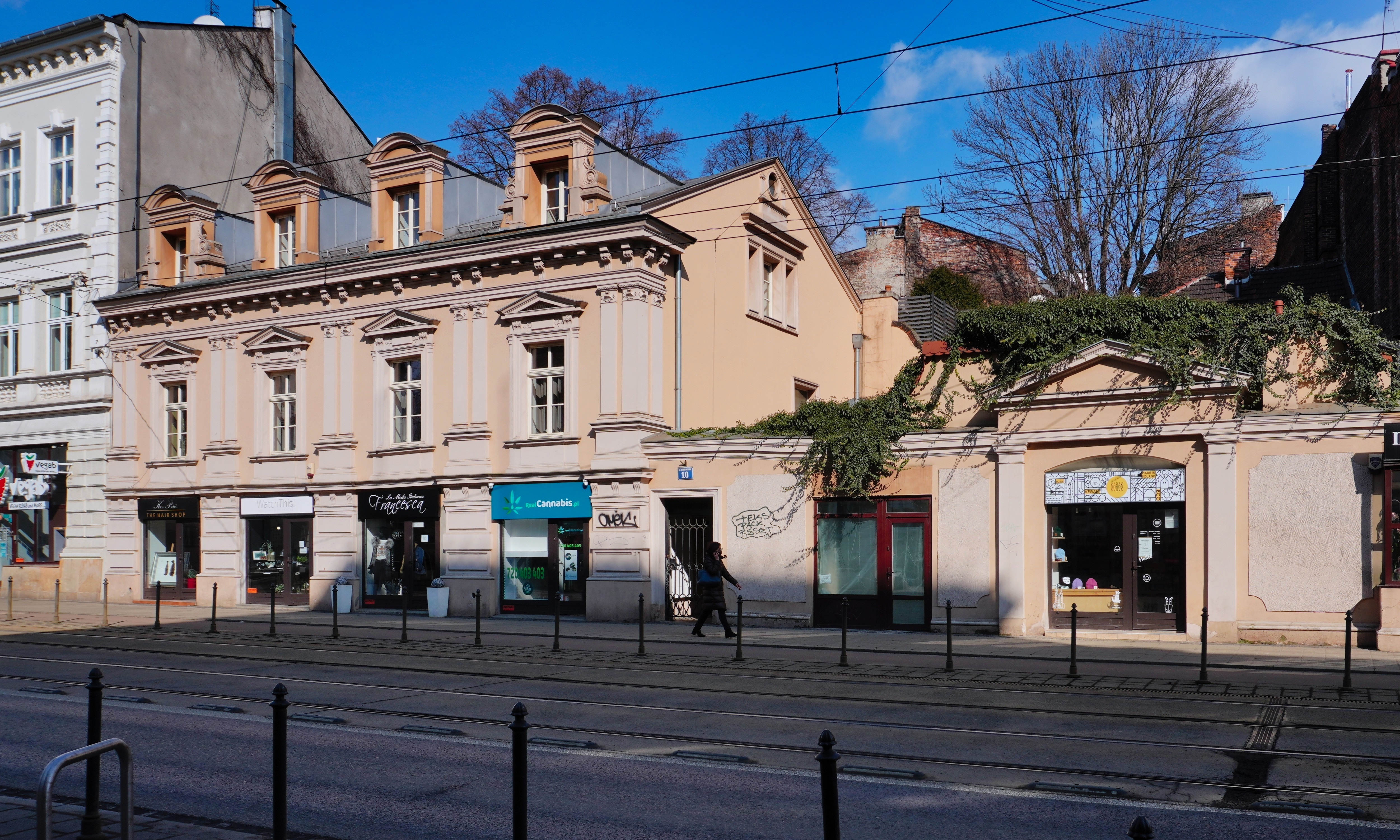
Kamienica przy ulicy Starowiślnej 10 w Krakowie, gdzie po 1904 roku mieściła się pracownia malarska Leona Wyczółkowskiego

Mieszkając w Gościeradzu, gdzie urządził pracownię, często bywał w Bydgoszczy. W wolnych chwilach przechadzał się po mieście i oglądał piękniejsze gmachy i stare drzewa. Zachwycał się olbrzymimi topolami nad Kanałem Bydgoskim. Utrzymywał kontakty z Zygmuntem Malewskim. W 1924 r. darował Muzeum Miejskiemu w Bydgoszczy pierwsze prace. W ślad za tym zaczęło się gromadzenie jego dalszych dzieł. Już za życia artysty jedną z sal muzealnych poświęcono jego twórczości. W 1924 i 1934 r. Muzeum bydgoskie urządziło wystawy jego dzieł. Ponadto wystawiał swoje dzieła w Krakowie, Warszawie, Poznaniu, a także za granicą.

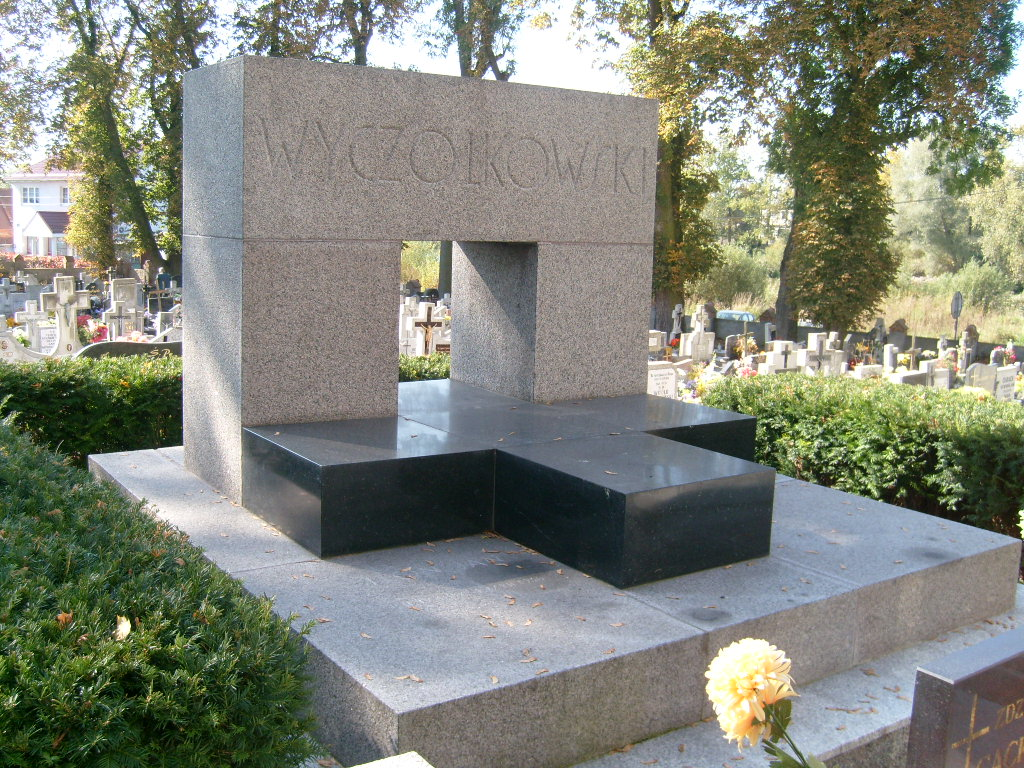
Grób Leona Wyczółkowskiego na cmentarzu we Wtelnie

Zmarł 27 grudnia 1936 r. w Warszawie wskutek zapalenia płuc. Uroczystości pogrzebowe 30 grudnia 1936 odbyły się w Bydgoszczy, gromadząc wielotysięczne tłumy. Uczestniczyli w nich przedstawiciele najwyższych władz państwowych i duchownych, a także reprezentanci polskiego życia kulturalnego. Zwłoki zostały wystawione najpierw w farze, a po egzekwiach odprawionych przez biskupa gnieźnieńskiego Antoniego Laubitza zostały przeniesione na bydgoski Stary Rynek. Zgodnie ze swoim życzeniem, został pochowany na cmentarzu wiejskim we Wtelnie koło Bydgoszczy. W 1939 r. stanął na jego mogile pomnik według projektu inż. arch. Tichy’ego, wykonany przez art. rzeźbiarza – Piotra Trieblera, ufundowany przez Komitet Uczczenia ś.p. Leona Wyczółkowskiego działającego pod protektoratem marsz. E. Rydza-Śmigłego.
8 kwietnia 1937 r. żona Franciszka, zgodnie z ostatnią wolą męża, przekazała miastu Bydgoszczy 425 prac, szkicowniki oraz pamiątki osobiste i wyposażenie pracowni. Akt darowizny zobowiązywał Bydgoszcz do sprawowania opieki nad zbiorem, popularyzacji twórczości i upamiętniania rocznic związanych z artystą oraz opieki nad jego grobem. W 1937 r. Muzeum Miejskie w Bydgoszczy urządziło wystawę daru, na której zgromadzono 129 prac graficznych i 217 malarskich z najrozmaitszych okresów jego twórczości. Znalazły się na niej dzieła charakterystyczne dla wszystkich technik graficznych i malarskich uprawianych przez Leona Wyczółkowskiego. Zarządzeniem z dnia 10 kwietnia 1937 r. Franciszce Wyczółkowskiej został nadany Złoty Krzyż Zasługi „za wielki dar spuścizny artystycznej Leona Wyczółkowskiego dla Muzeum Miejskiego w Bydgoszczy”.

## Życie prywatne
Leon Wyczółkowski od 1915 r. był żonaty z Franciszką z Panków. Nie posiadał potomstwa.

## Twórczość

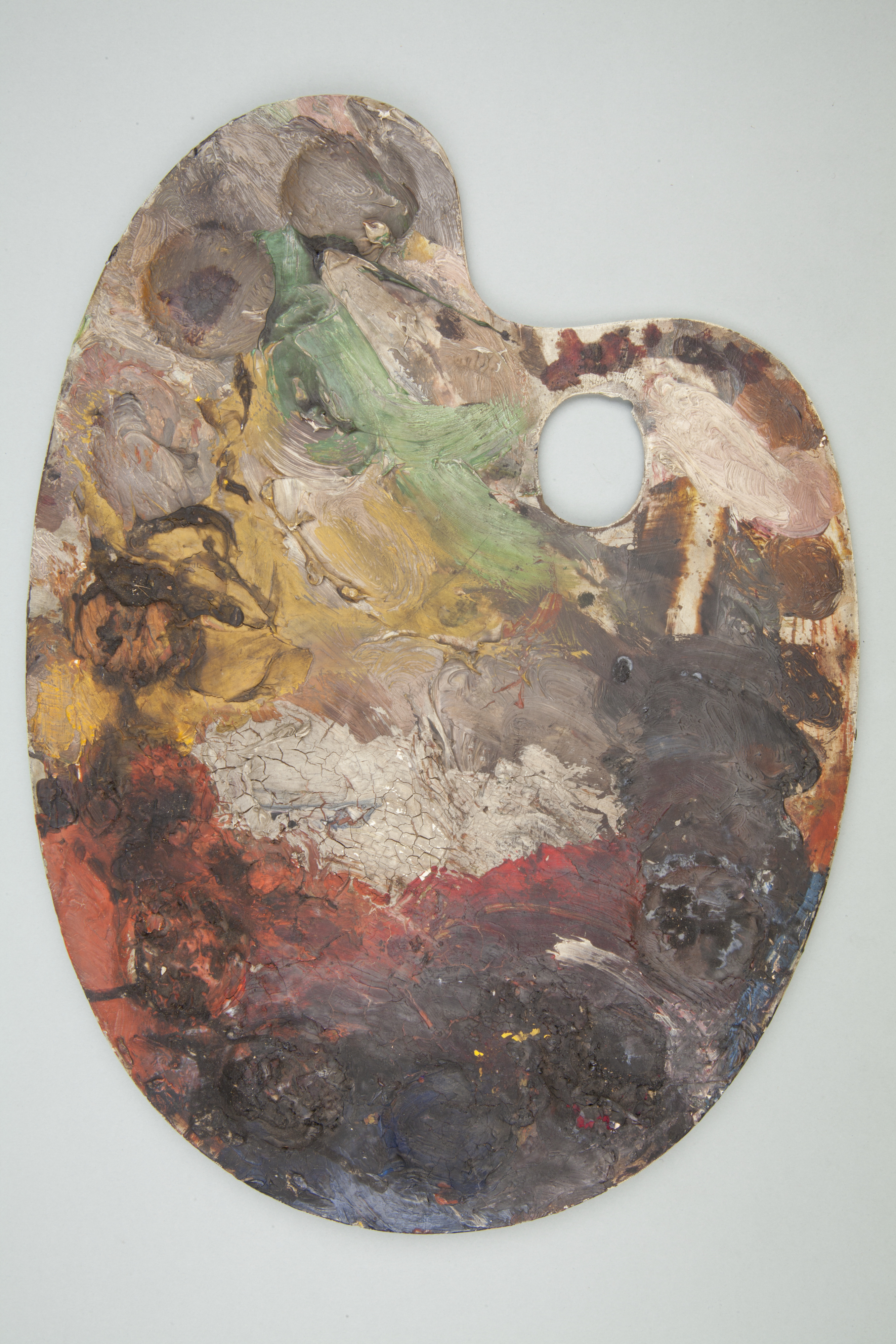
Paleta malarska Leona Wyczółkowskiego w Muzeum Narodowym w Krakowie

Twórczość Wyczółkowskiego cechowała wszechstronność, tworzył w różnych technikach: oleju, akwareli, tuszu, temperze, pastelu, ołówku i w grafice. Najczęściej wybierał proste motywy związane z plenerem (np. pejzaże tatrzańskie). Z licznych podróży po Polsce artysta przywoził płótna z panoramicznymi ujęciami wielu miast, m.in. Krakowa, Torunia, Lublina czy Sandomierza. Fascynował go również sztuka Dalekiego Wschodu. Dzieła Leona Wyczółkowskiego znajdują się w zbiorach Muzeum Narodowego w Warszawie, Krakowie, Poznaniu, Kielcach, Wrocławiu, Bydgoszczy oraz we wszystkich muzeach polskich posiadających zbiory malarstwa, rysunku i grafiki polskiej, jak również poza granicami kraju. Do ważniejszych jego dzieł należą:
- Głowa Chrystusa (1882–1883, olej na tekturze, Muzeum Narodowe w Krakowie, Galeria Sztuki Polskiej XIX wieku w Sukiennicach)
- Portret młodej kobiety w pracowni malarza (1883, olej na płótnie, 60,5 × 31 cm, Muzeum Narodowe w Warszawie)
- Ujrzałem raz... (1884, olej na płótnie, 73 × 57 cm, Muzeum Narodowe w Warszawie)
- Welon (1885, olej na płótnie, Muzeum Górnośląskie w Bytomiu)
- Połów o świcie (1890, olej na płótnie, 50,5 × 62,5 cm)[52]
- Wesołe pacholęta (1891, olej na płótnie, 68 × 50 cm, Muzeum Narodowe w Warszawie)
- Rybak z siecią (1891, olej na płótnie, Muzeum Narodowe w Krakowie, Galeria Sztuki Polskiej XIX wieku w Sukiennicach)
- Rybacy brodzący (1891, olej na płótnie, Muzeum Narodowe w Warszawie)
- Orka na Ukrainie (1892, olej na płótnie, 73 × 122 cm, Muzeum Narodowe w Krakowie, Galeria Sztuki Polskiej XIX wieku w Sukiennicach)
- Druid skamieniały (1892, olej na płótnie, Muzeum Narodowe w Krakowie, Galeria Sztuki Polskiej XIX wieku w Sukiennicach)
- Kopanie buraków (1893, olej na płótnie, Muzeum Narodowe w Krakowie)
- Kurhan na Ukrainie (1894, olej na płótnie, Muzeum Okręgowe w Bydgoszczy)
- Gra w krokieta (1895, olej na płótnie, Muzeum Sztuki w Łodzi, Galerii Sztuki Dawnej w Muzeum Pałacu Herbsta)[53]
- Siewca (1896, olej na płótnie, Muzeum Śląskie w Katowicach)
- Krucyfiks wawelski (1896, olej na płótnie, Muzeum Narodowe w Krakowie, Galeria Sztuki Polskiej XIX wieku w Sukiennicach)
- Portret prof. Ludwika Rydygiera z asystentami (1897, olej na płótnie, Muzeum Narodowe w Warszawie)
- Japonka (1897, olej na płótnie, Muzeum Narodowe w Krakowie, Galeria Sztuki Polskiej XIX wieku w Sukiennicach)
- Stańczyk (1898, olej na płótnie, Muzeum Narodowe w Krakowie, Galeria Sztuki Polskiej XX wieku w Gmachu Głównym)
- Portret Ireny Solskiej (1899, pastel na kartonie, Muzeum Narodowe w Krakowie, Galeria Sztuki Polskiej XIX wieku w Sukiennicach)
- Portret Juliusza Kossaka (1900, pastel, Muzeum Narodowe w Krakowie)
- Wiejska dziewczyna w żółtej chuście (1900, pastel, Zamek na Wawelu)
- Portret bpa Józefa Sebastiana Pelczara (1902, olej na płótnie, Muzeum św. Józefa Sebastiana Pelczara w Krakowie)
- Portret Konstantego Laszczki (1902, Akademia Sztuk Pięknych im. Jana Matejki w Krakowie)
- Mnich nad Morskim Okiem (1904, olej na płótnie, Muzeum Narodowe w Krakowie, Galeria Sztuki Polskiej XIX wieku w Sukiennicach)
- Skarbiec wawelski (1907, cykl pasteli, Muzeum Narodowe w Warszawie)
- Rycerz wśród kwiatów (1907)
- Akt (1908, olej na płótnie, Muzeum Narodowe w Krakowie)
- Białe róże (1908, olej na płótnie, 86 × 64 cm, własność prywatna)
- Gdańsk (1909)
- Teka huculska (1910)
- Portret Feliksa Mangghi Jasieńskiego (1911, olej na płótnie, Muzeum Narodowe w Krakowie, Galeria Sztuki Polskiej XIX wieku w Sukiennicach)
- Autoportret w chińskim kaftanie (1911, pastel, Muzeum Narodowe w Warszawie)
- Tatry (1911)
- Martwa natura z rybami (1911, akwarela, Muzeum Śląskie w Katowicach)
- Wawel (1911–1912)
- Chrystus na krzyżu (1915, olej na płótnie, kościół parafialnym pw. Najświętszego Zbawiciela w Rykach)
- Stara Warszawa (1916)
- Wiosna (1933, akwarela, Muzeum Okręgowe w Bydgoszczy)

## Galeria (wg daty powstania)

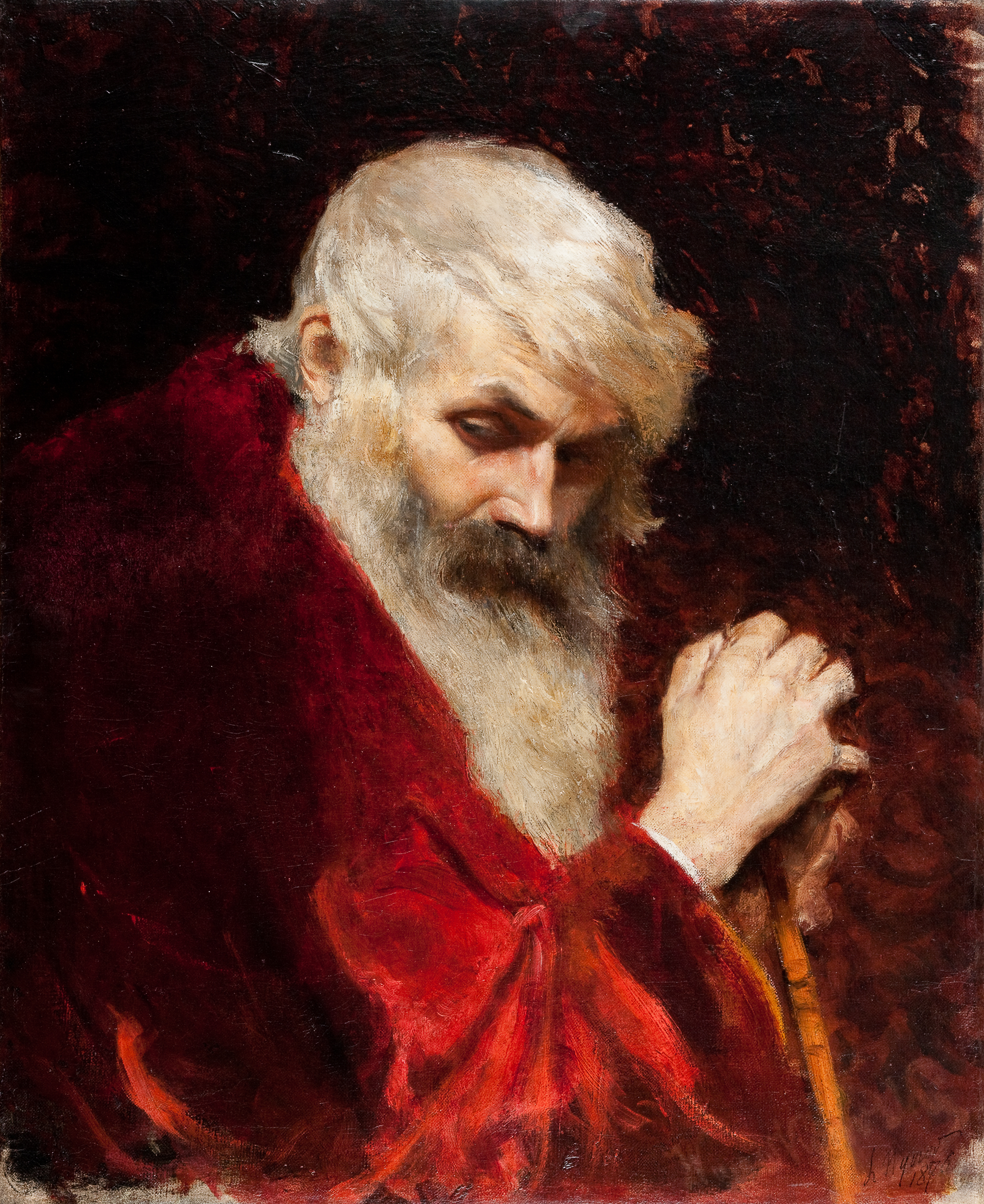
Portret starca z brodą, 1876, Muzeum Narodowe w Krakowie
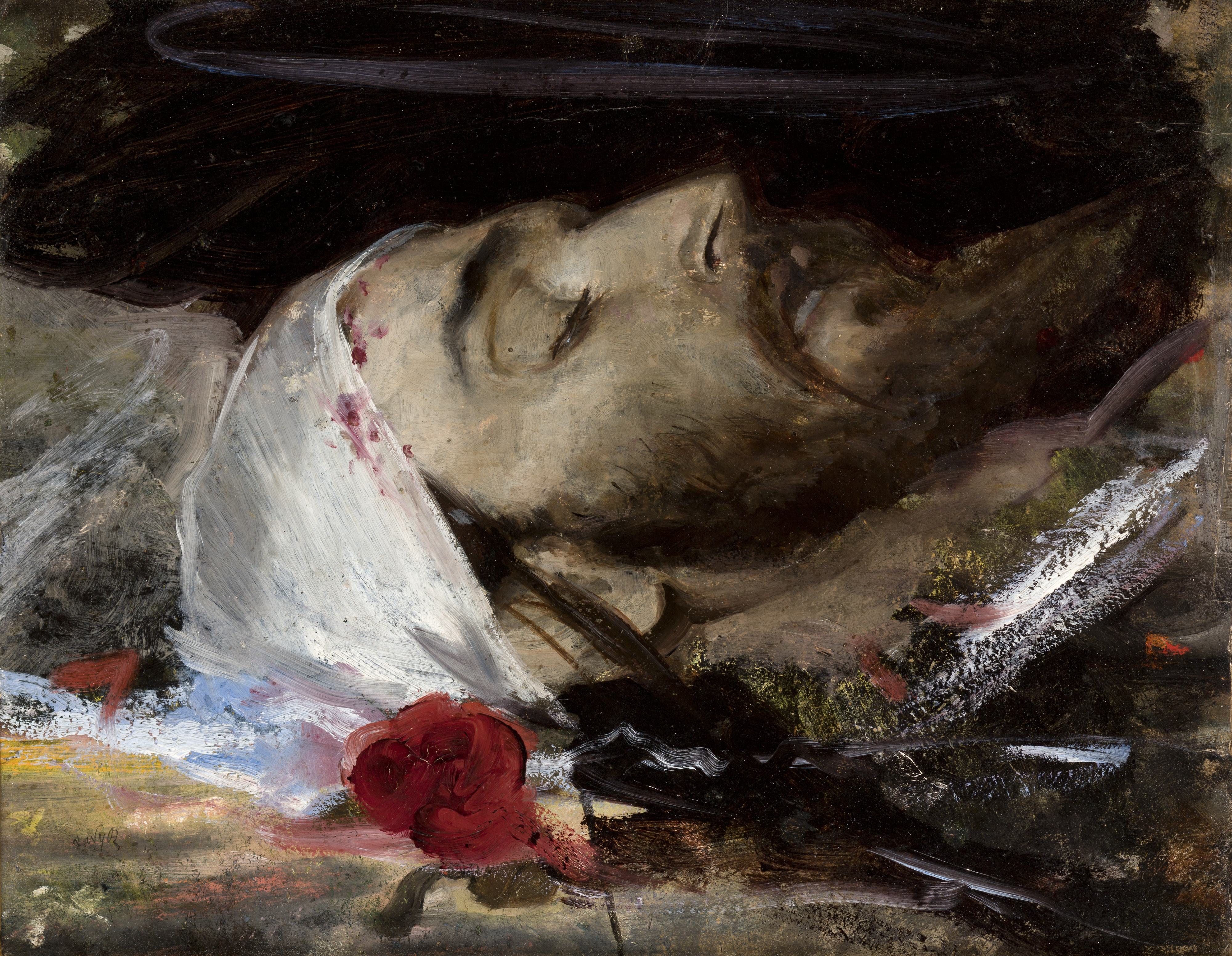
Głowa Chrystusa, 1878–1882, Muzeum Narodowe w Krakowie
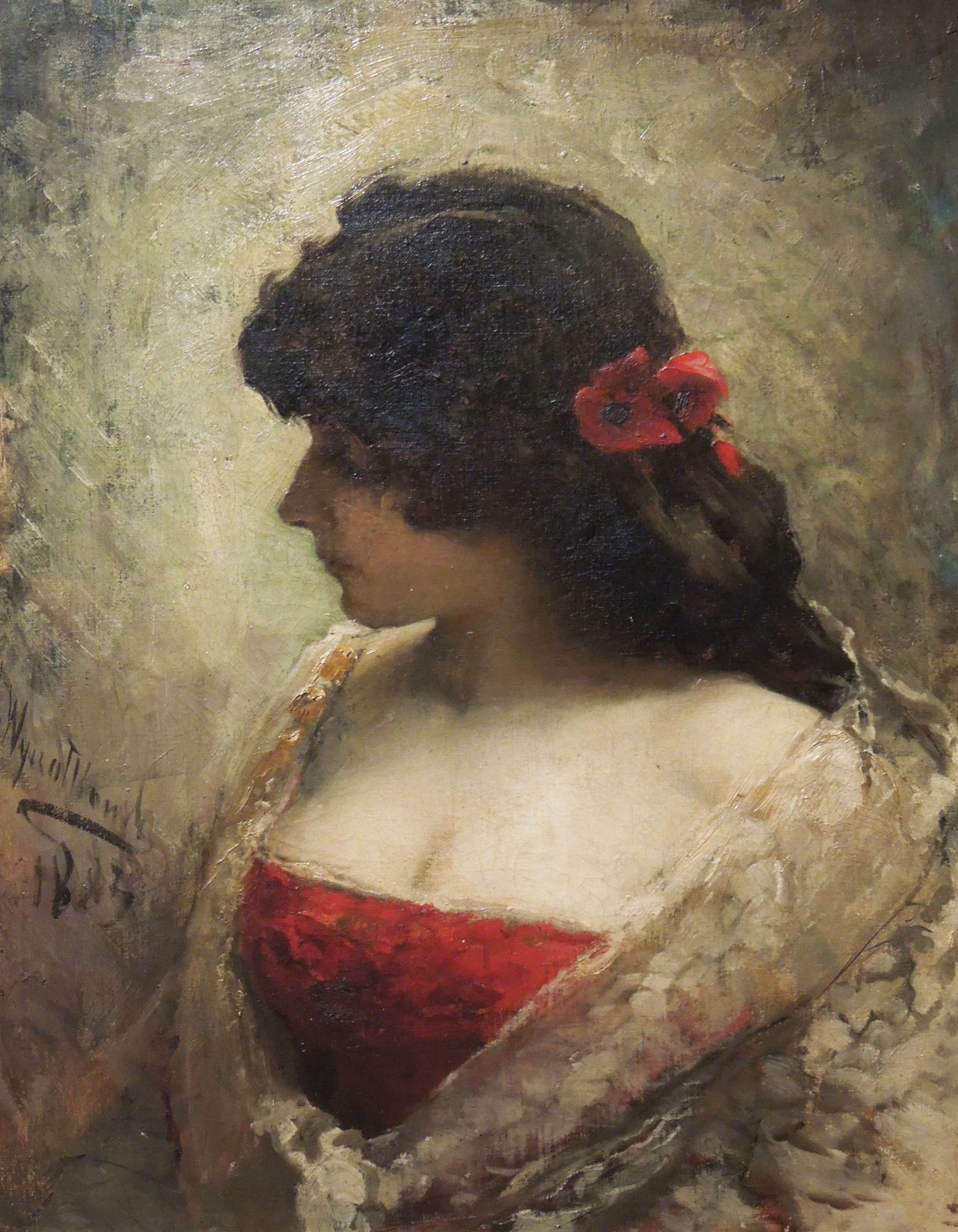
Portret kobiety, 1883, Muzeum Okręgowe im. Leona Wyczółkowskiego w Bydgoszczy
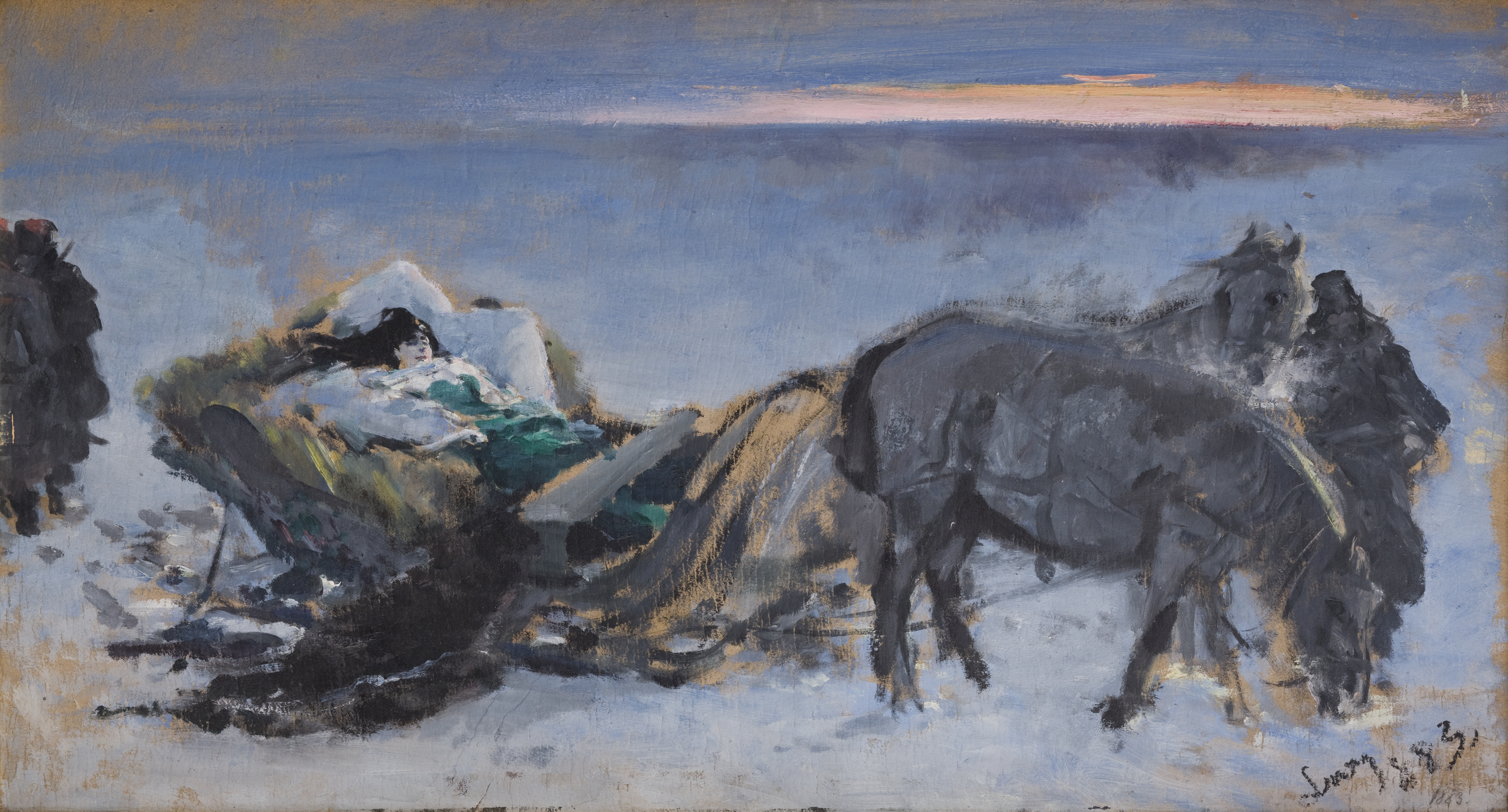
Gertruda Komorowska na saniach, 1883, Muzeum Narodowe w Krakowie
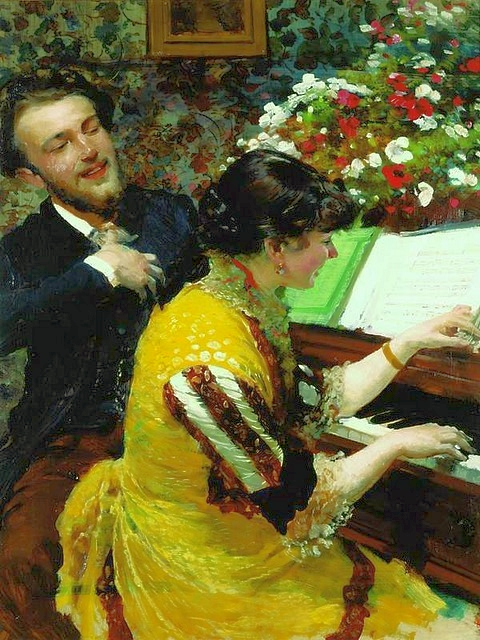
Ujrzałem raz – scena przy fortepianie, 1884, Muzeum Narodowe w Warszawie
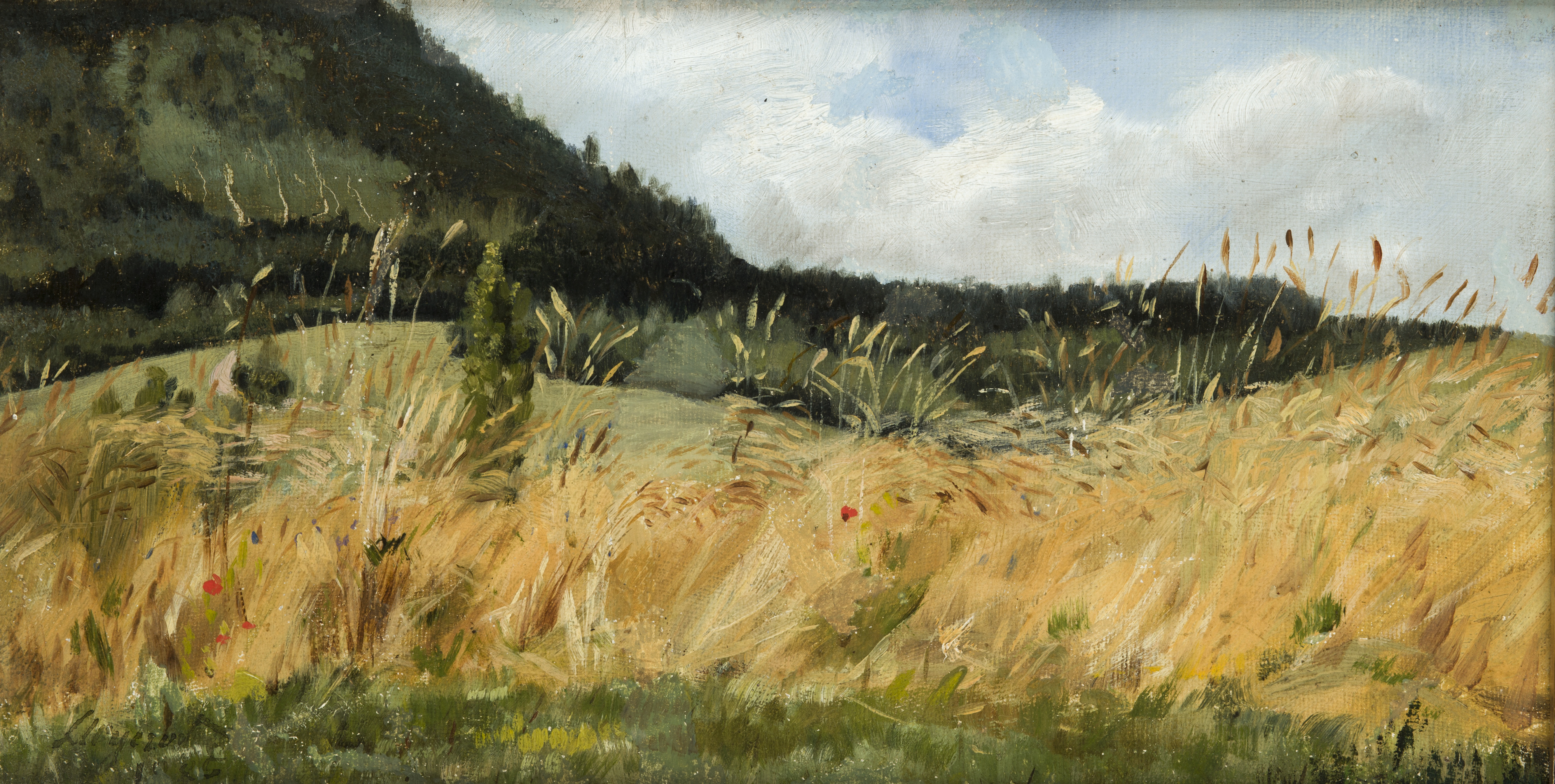
Łan zboża, 1885, Muzeum Narodowe w Krakowie
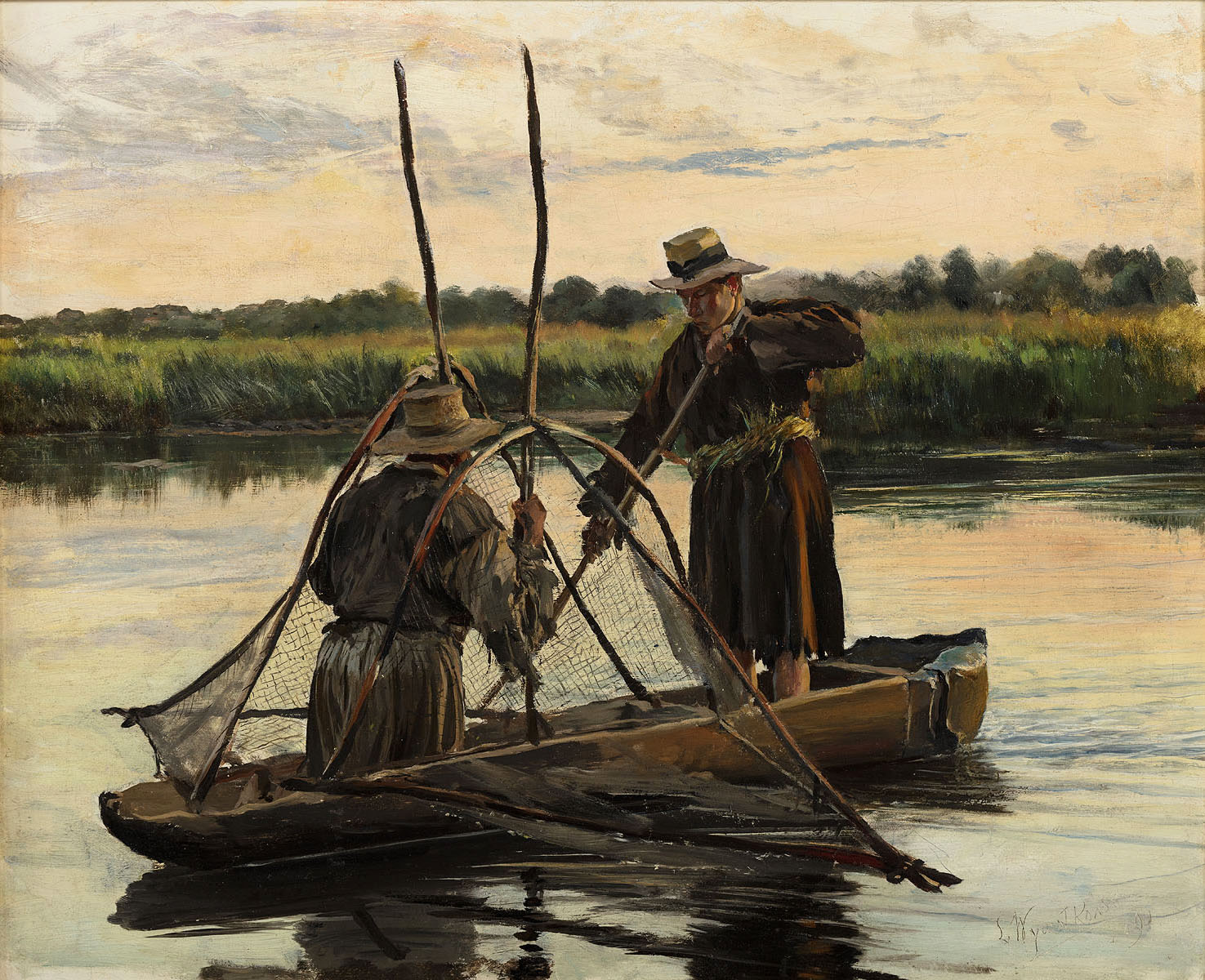
Połów o świcie, 1890, kolekcja prywatna
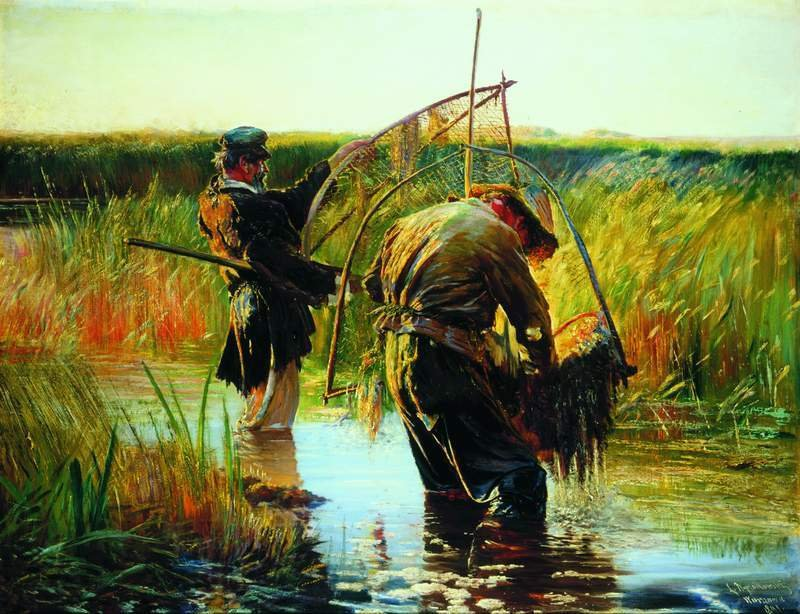
Rybacy brodzący w wodzie, 1891, Muzeum Narodowe w Warszawie
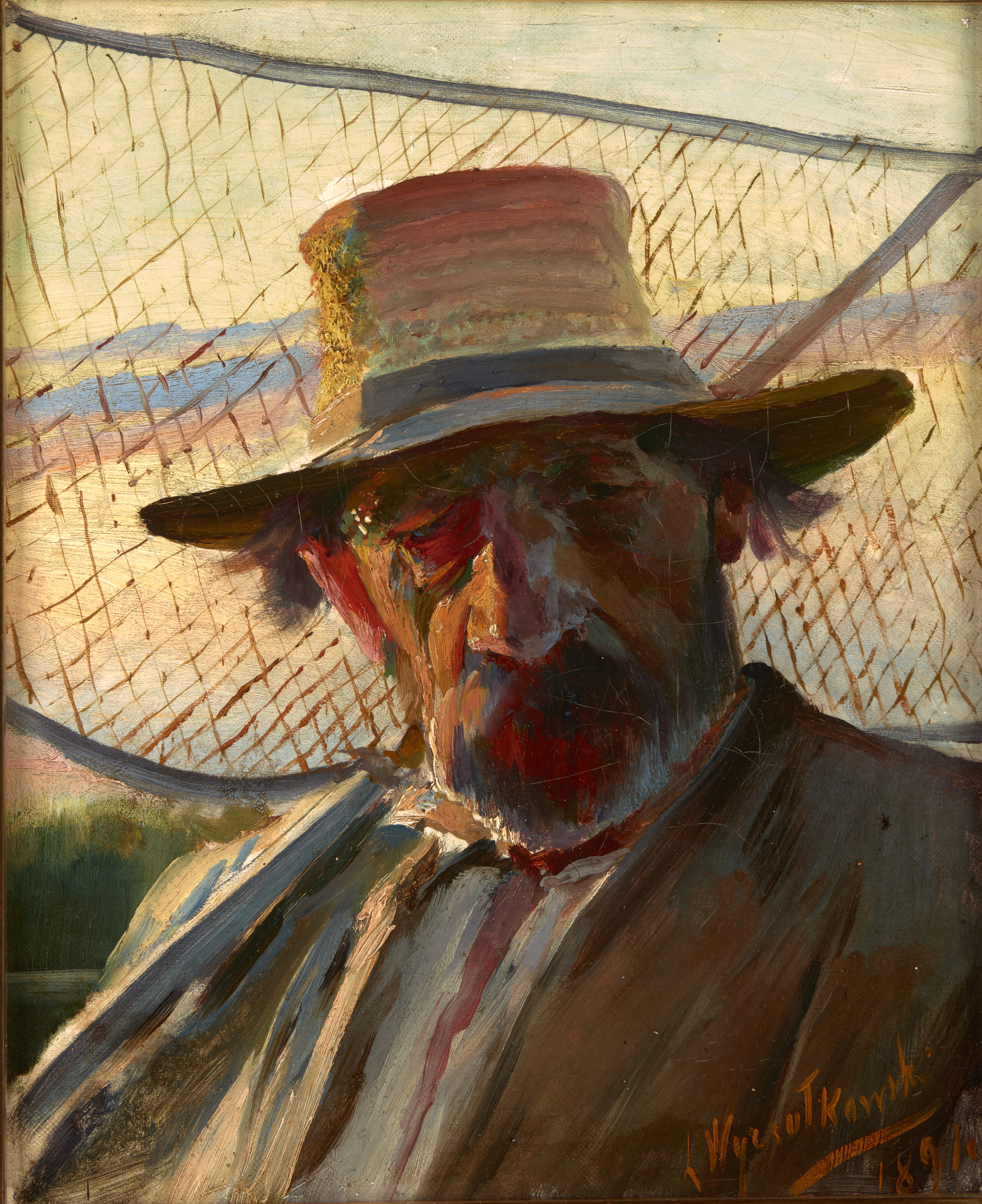
Rybak z siecią, 1891, Muzeum Narodowe w Krakowie
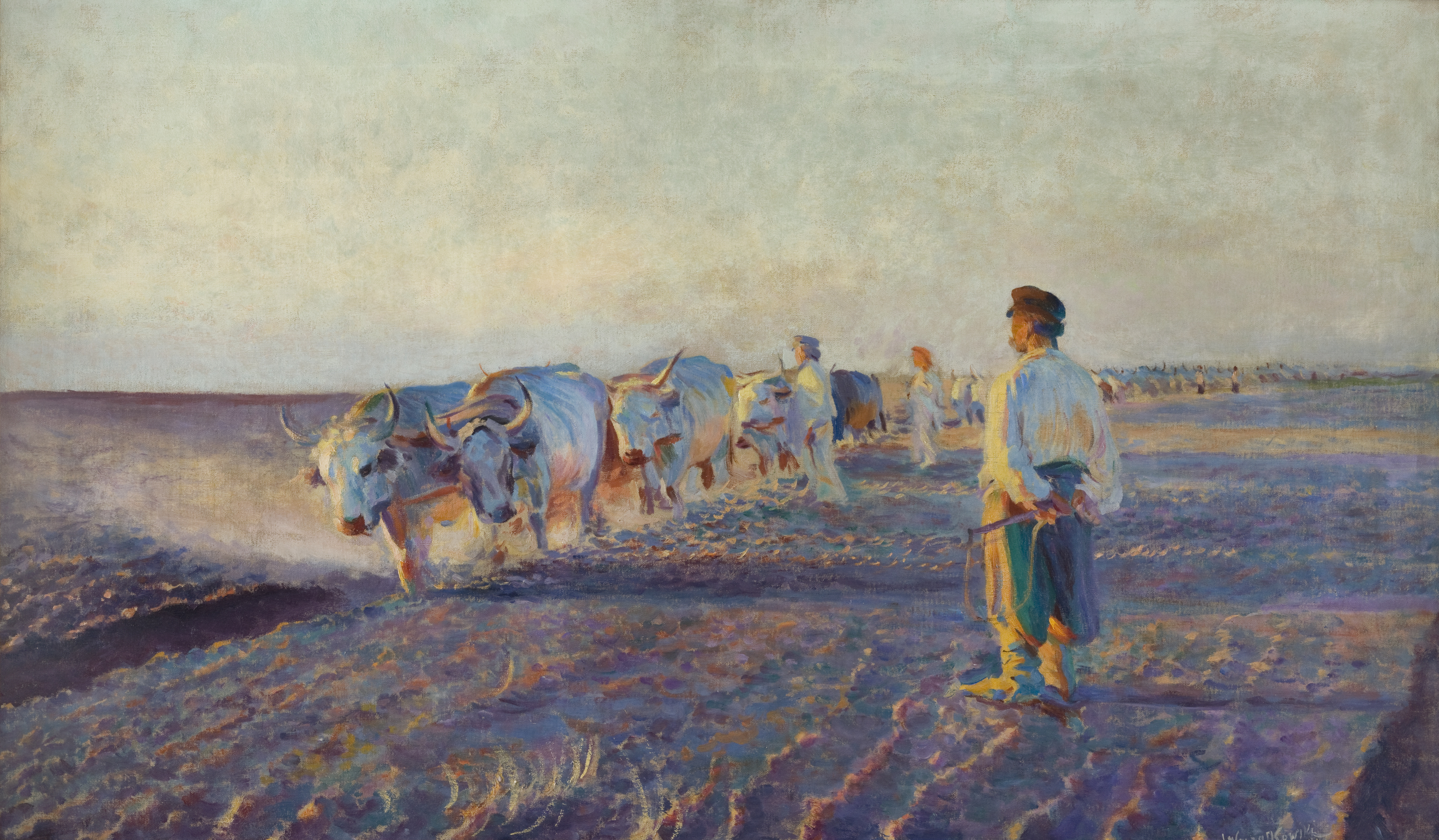
Orka na Ukrainie, 1892, Muzeum Narodowe w Krakowie
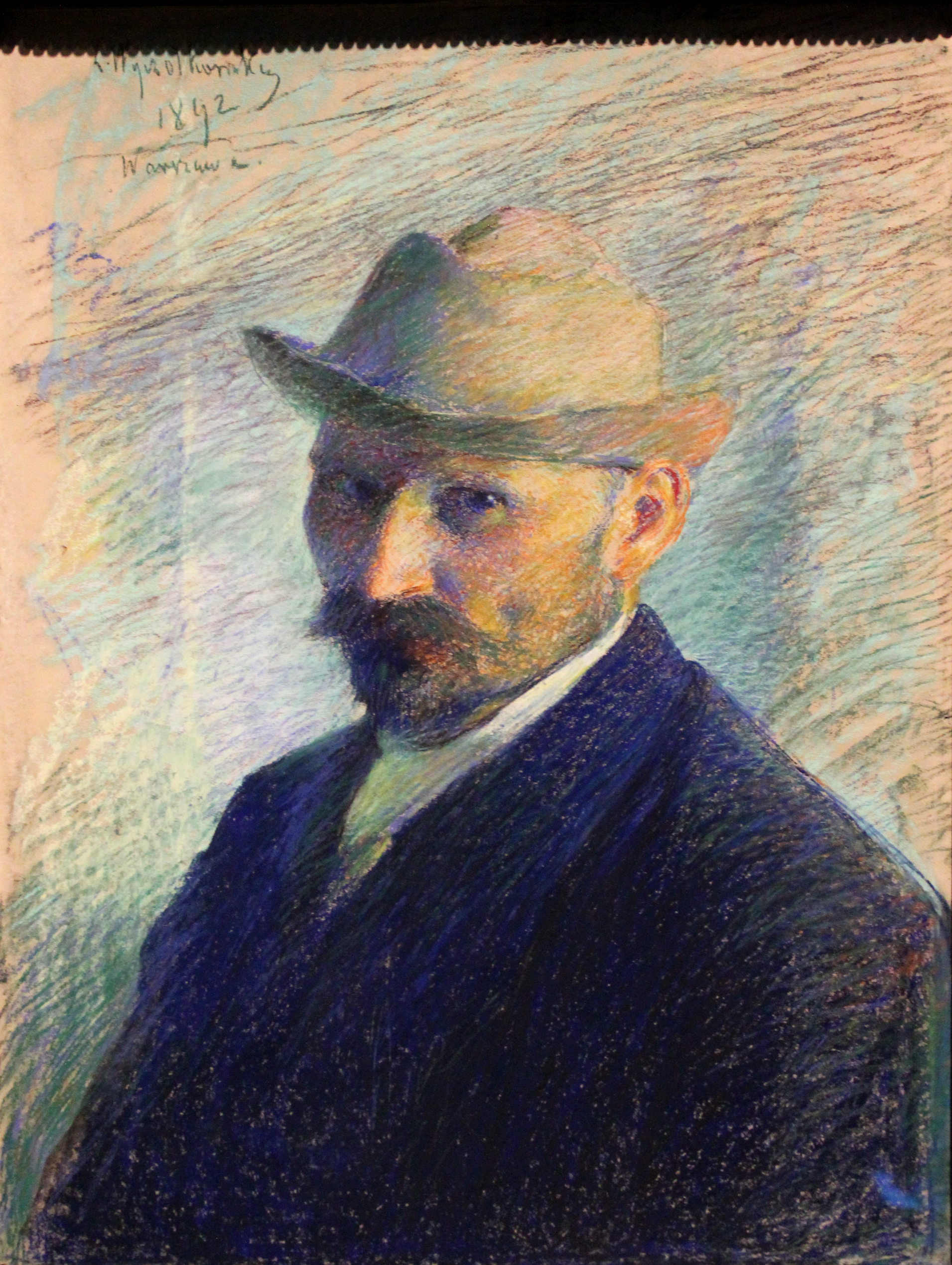
Autoportret, 1892, Muzeum Narodowe w Warszawie
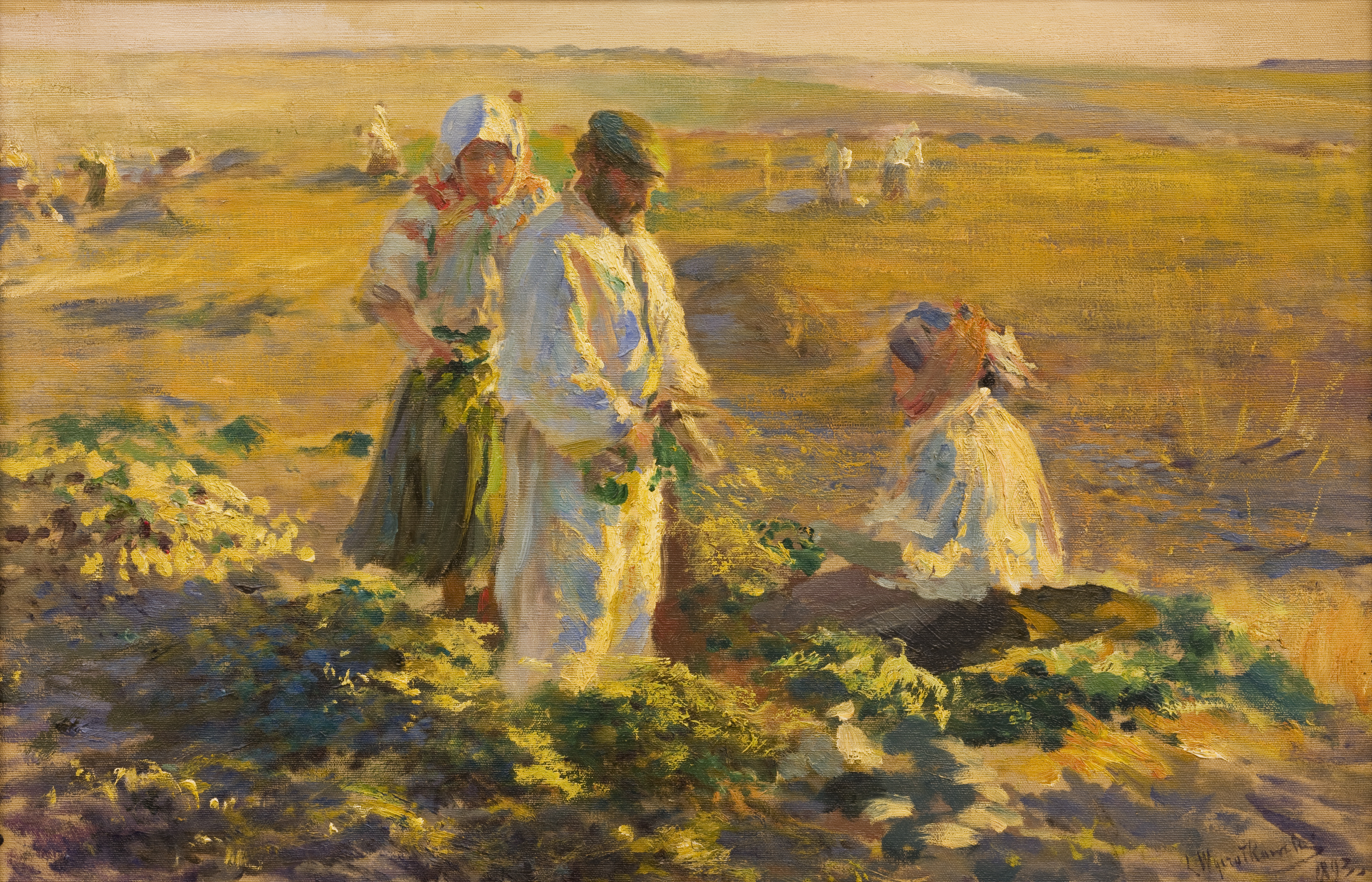
Kopanie buraków, 1893, Muzeum Narodowe w Krakowie
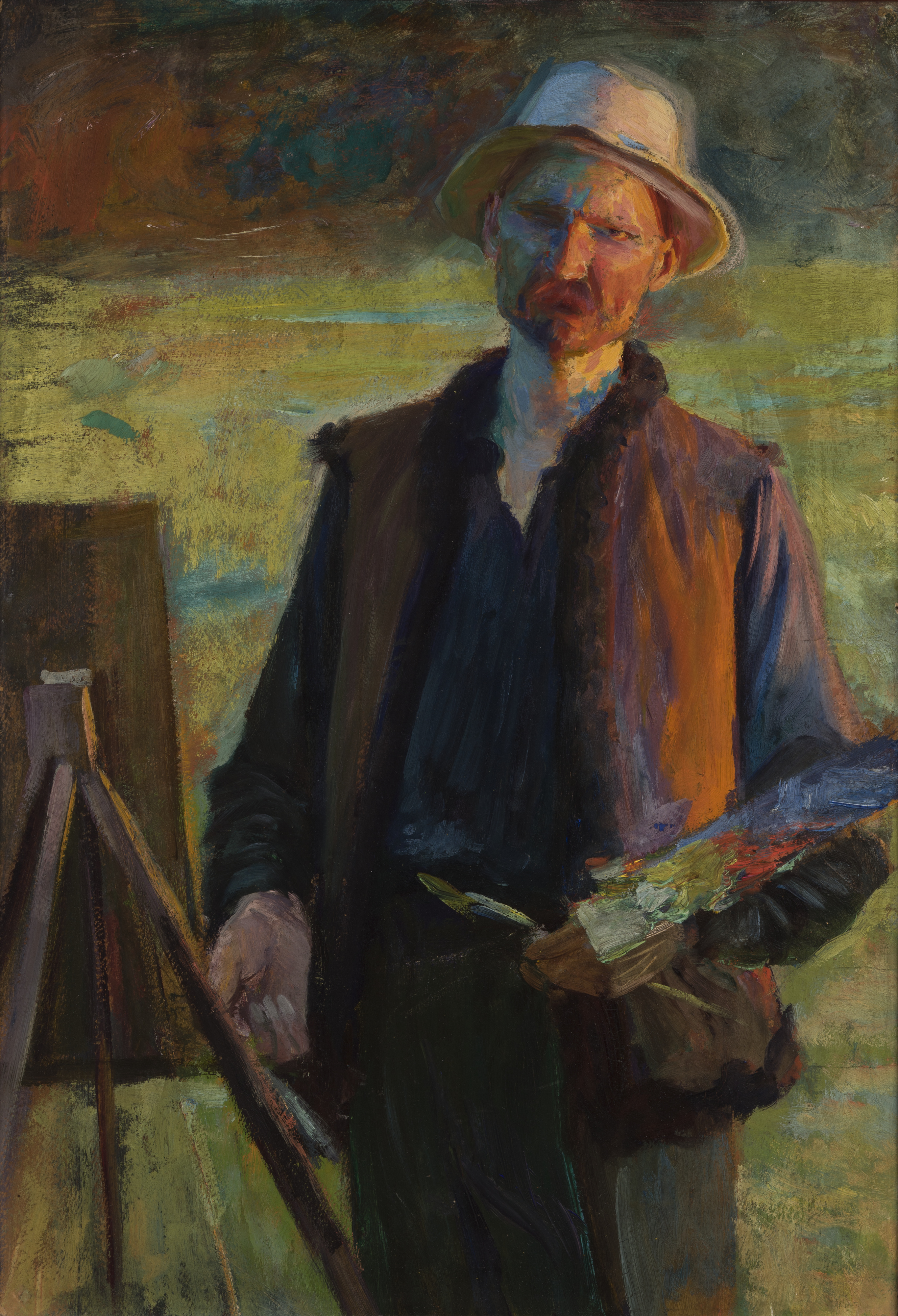
Autoportret, 1896–1900, Muzeum Narodowe w Krakowie
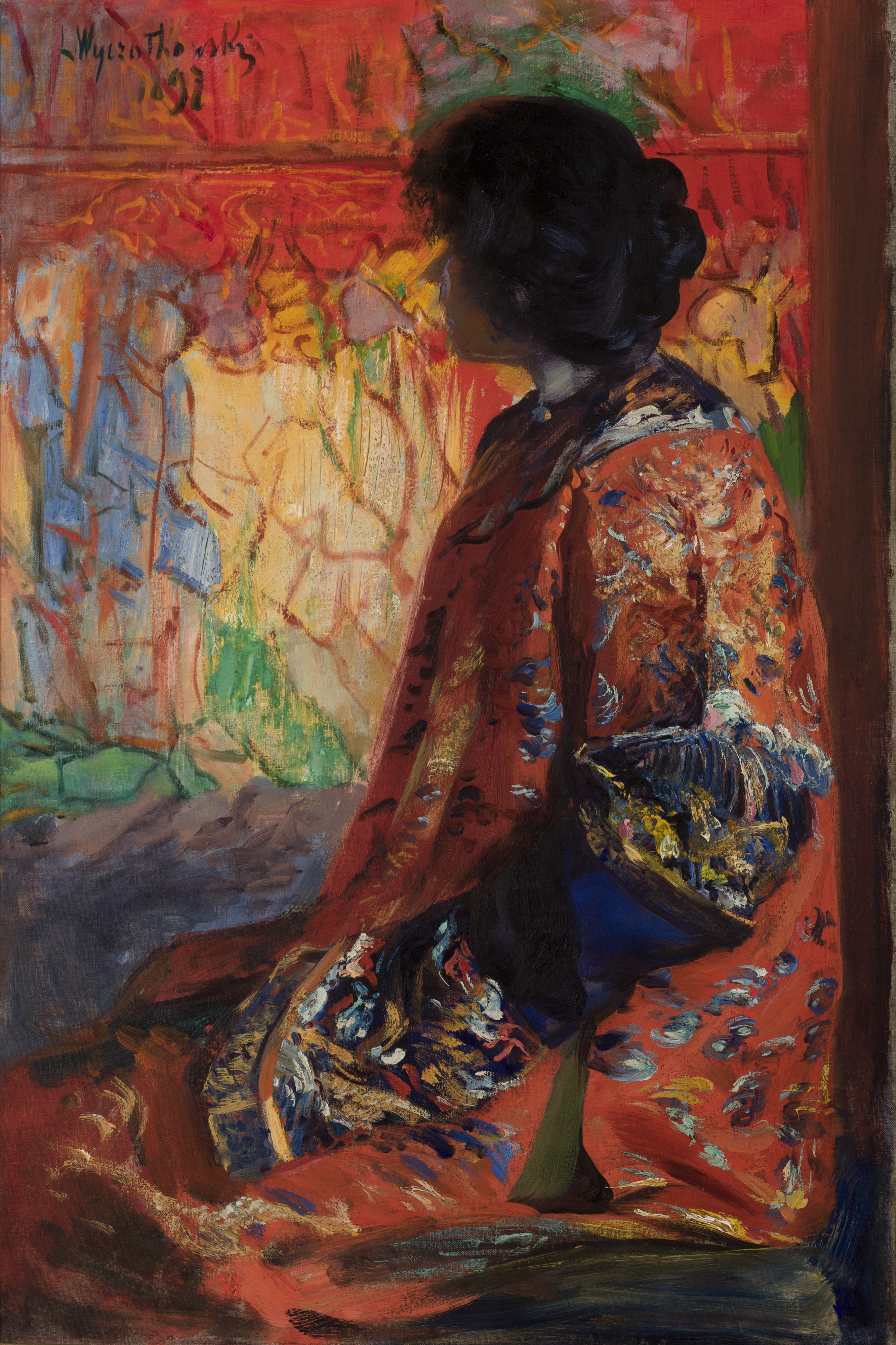
Japonka, 1897, Muzeum Narodowe w Krakowie
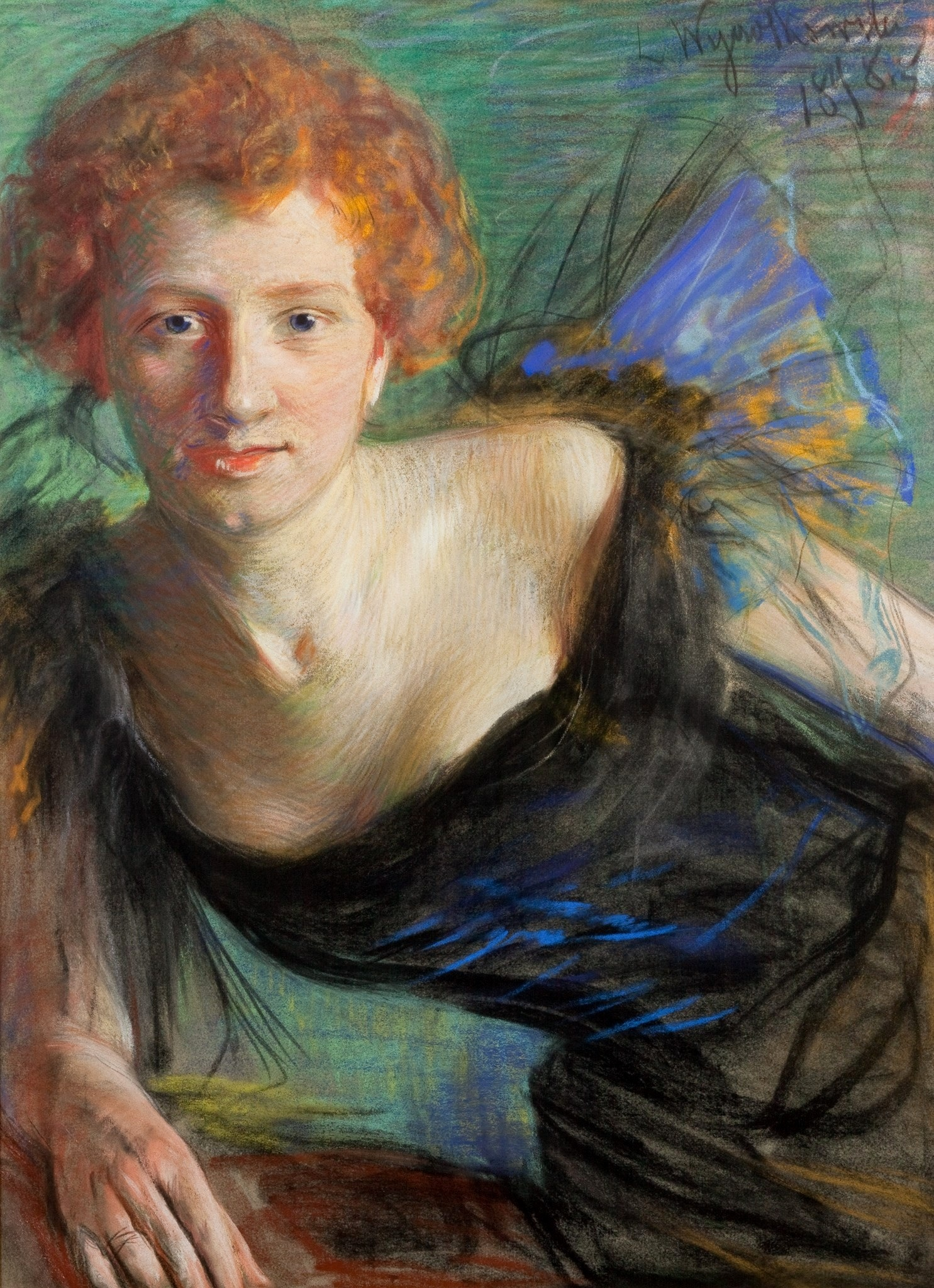
Portret Ireny Solskiej, 1899, Muzeum Narodowe w Krakowie
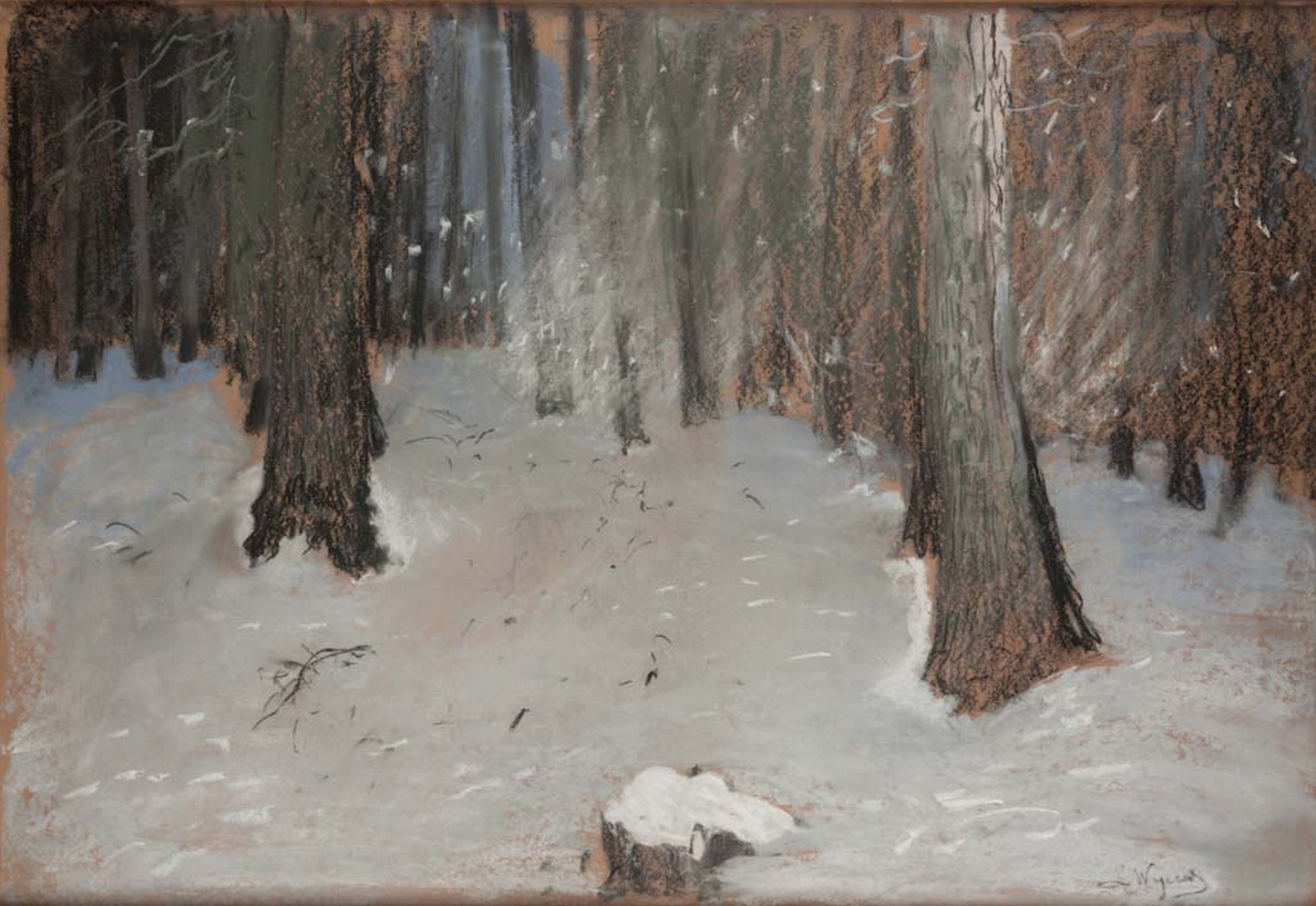
Las zimą, ok. 1900, Muzeum Narodowe w Krakowie
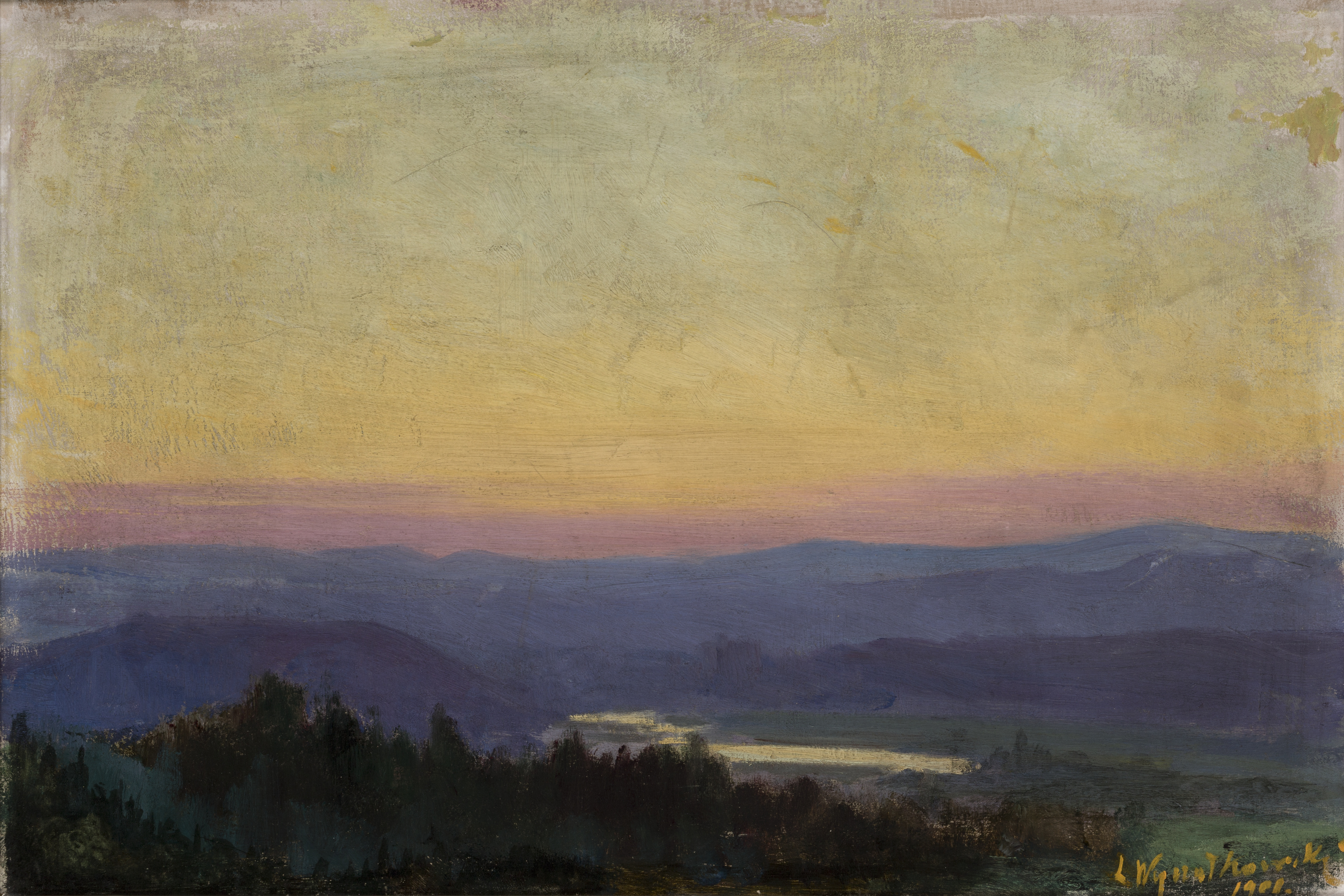
Wisła nad Tyńcem po zachodzie słońca, 1901, Muzeum Narodowe w Krakowie
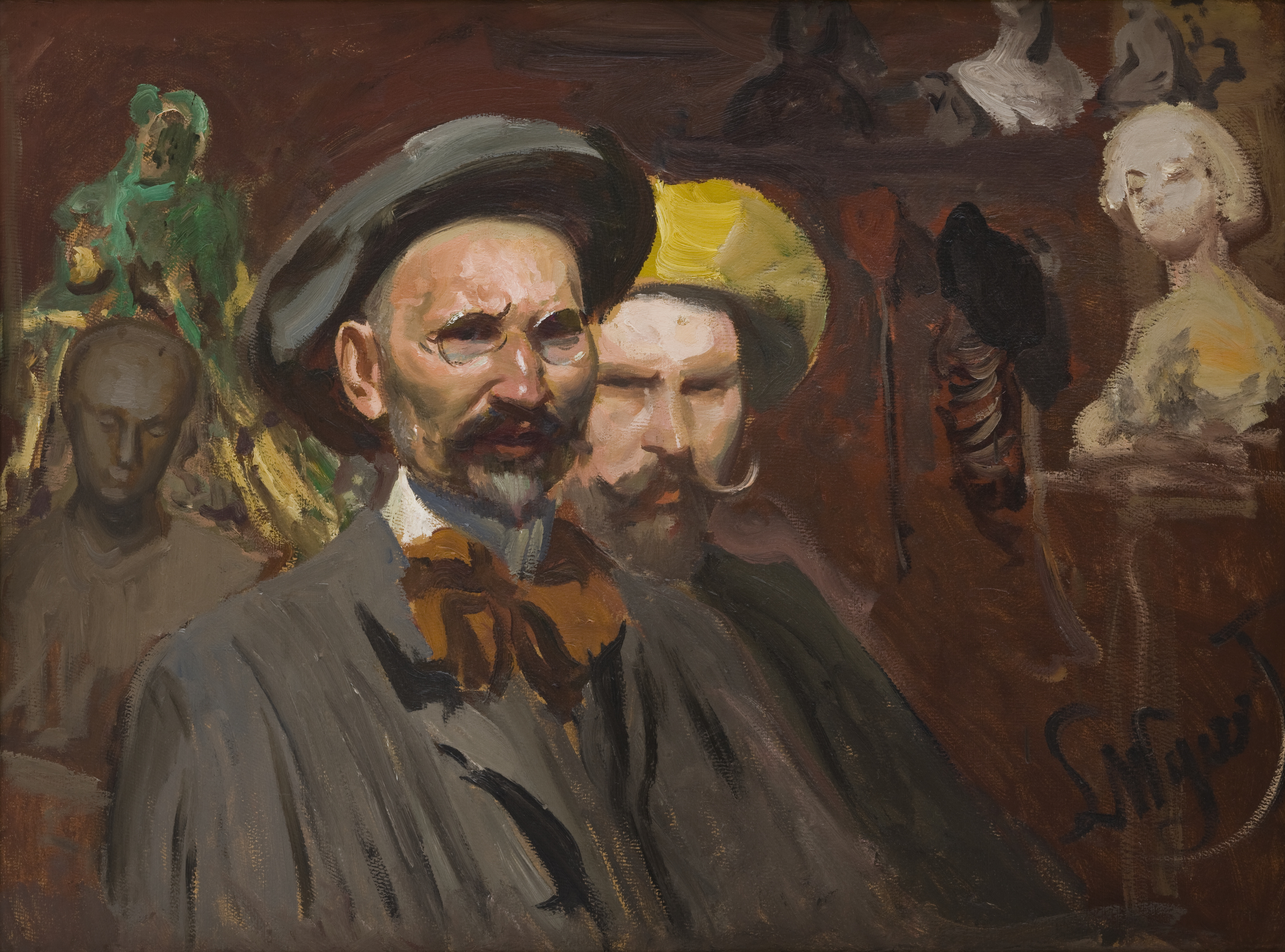
Autoportret z Konstantym Laszczką, 1901, Muzeum Narodowe w Krakowie
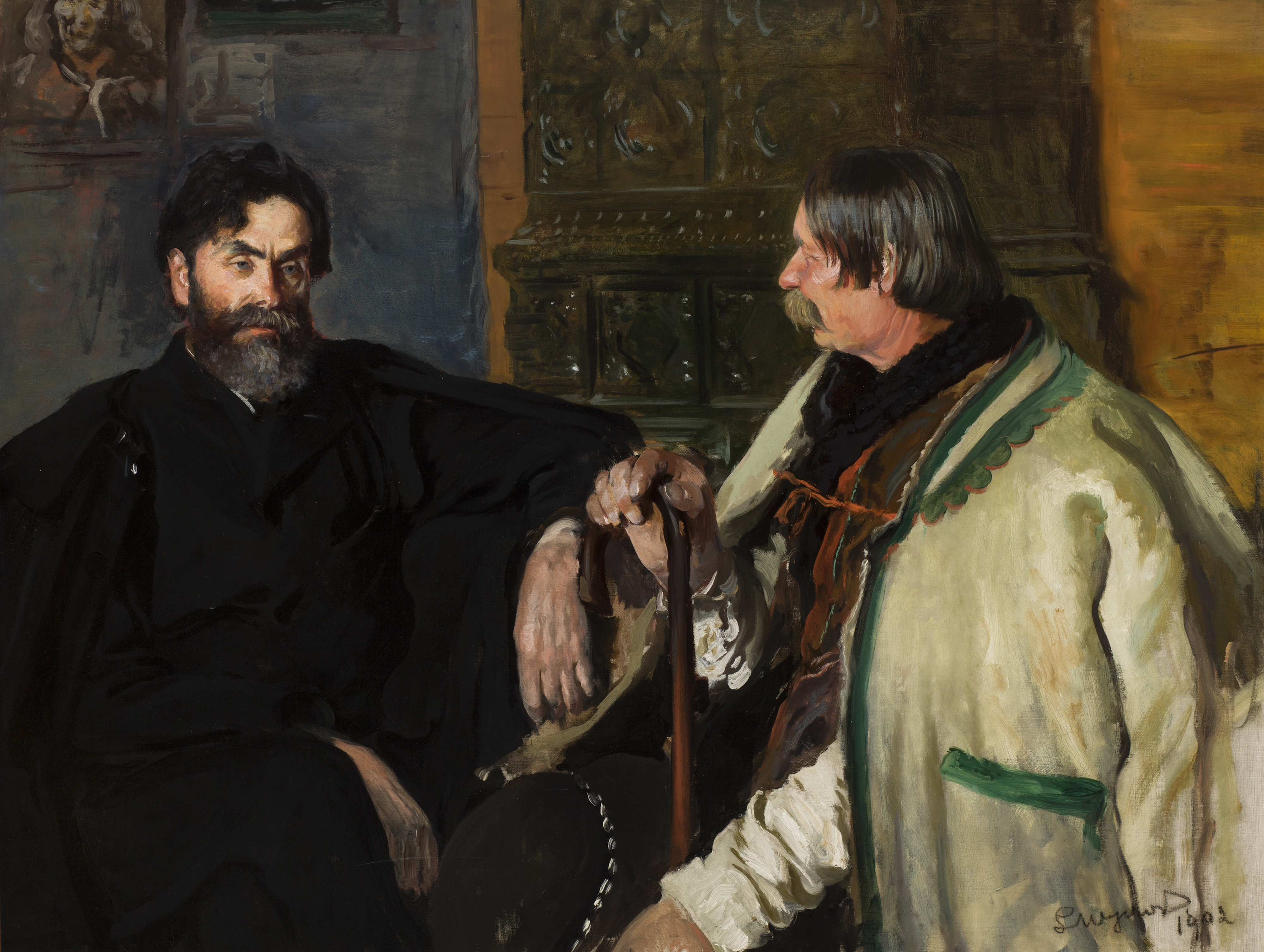
Portret Stanisława Witkiewicza z Wojciechem Rojem, 1902, Muzeum Narodowe w Krakowie
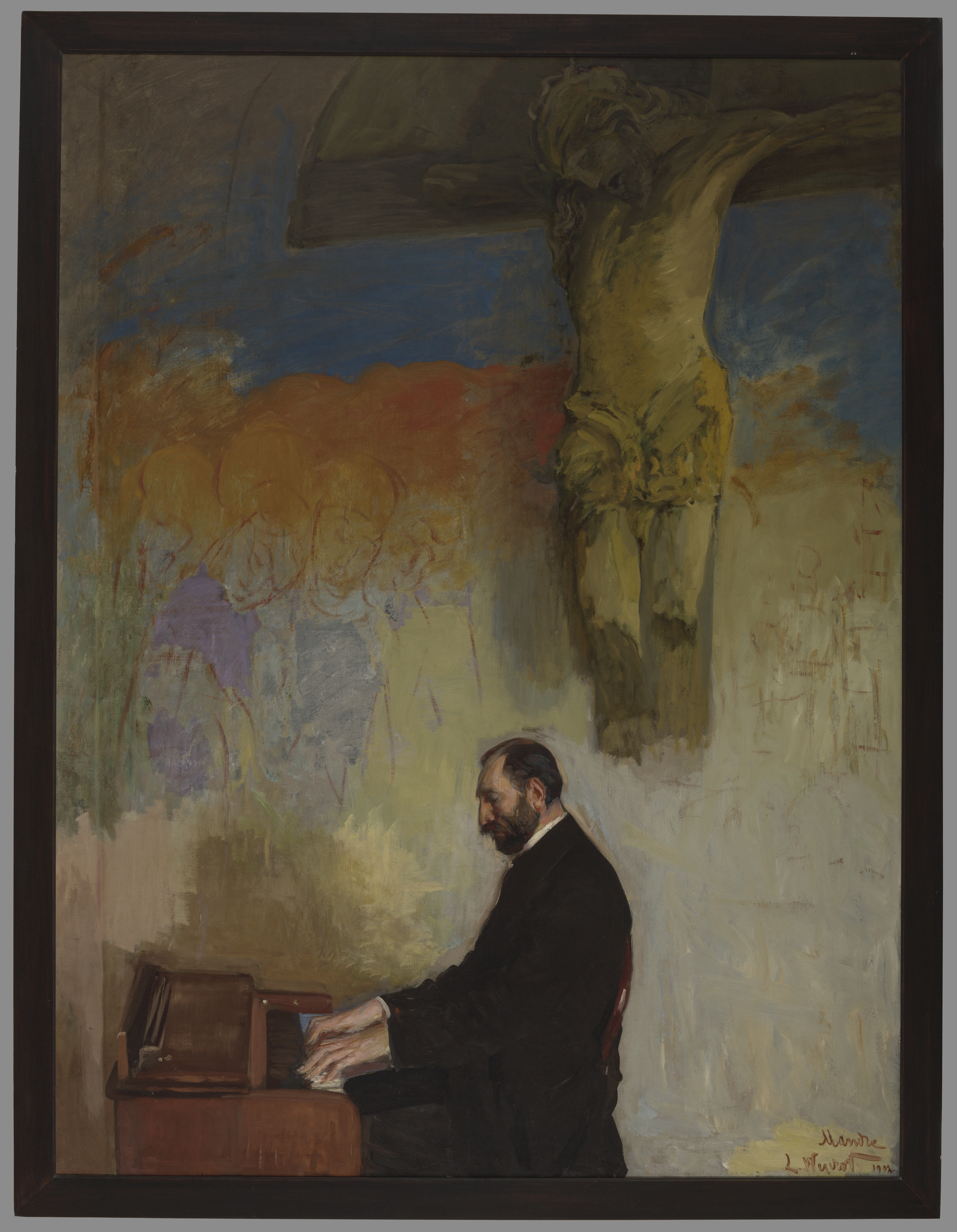
Portret Feliksa Jasieńskiego przy organach, 1902, Muzeum Narodowe w Krakowie
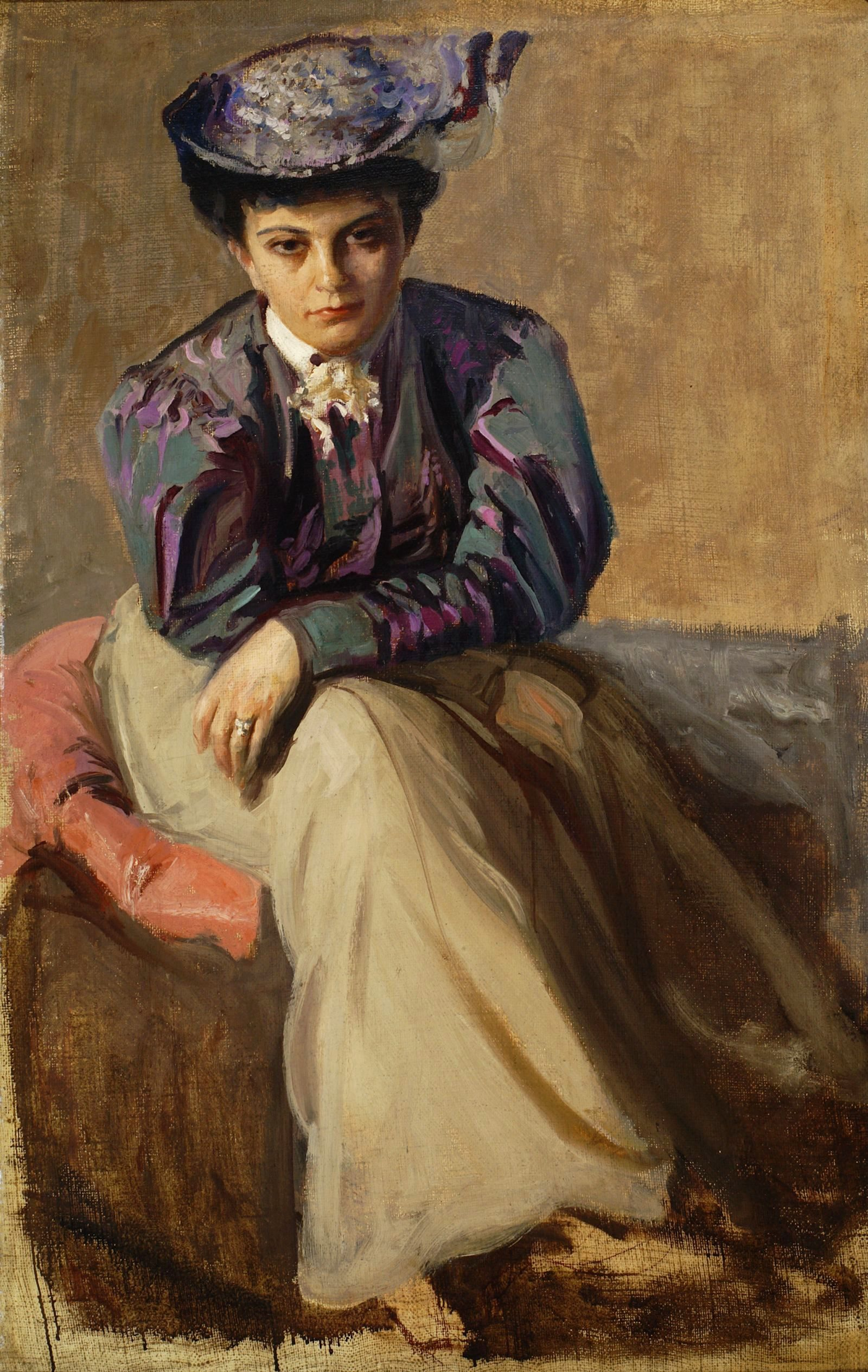
Portret Zofii Cybulskiej z Sokołowskich, 1903, Muzeum Okręgowe im. Leona Wyczółkowskiego w Bydgoszczy
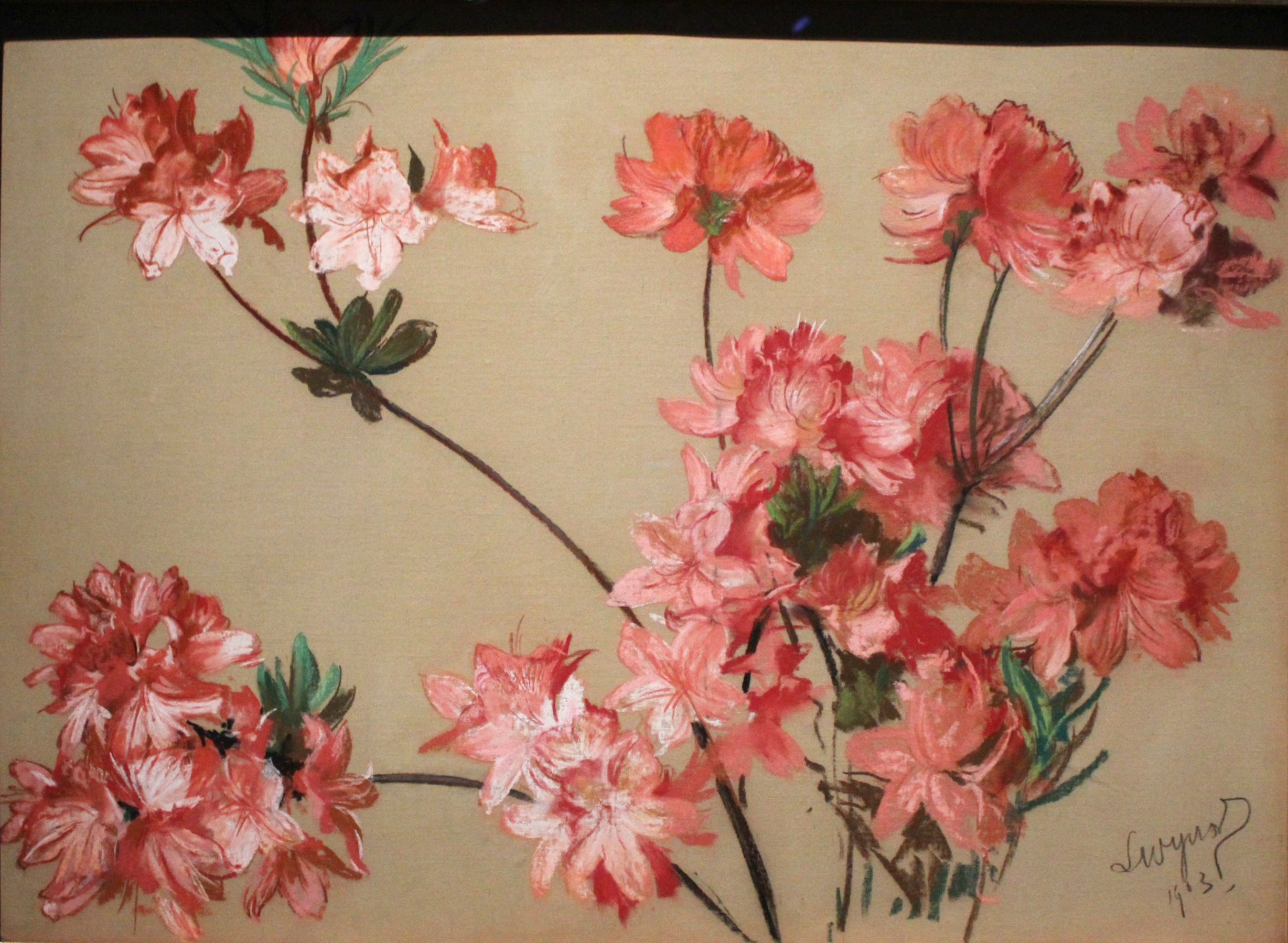
Różowe azalie, 1903, Muzeum Narodowe w Warszawie
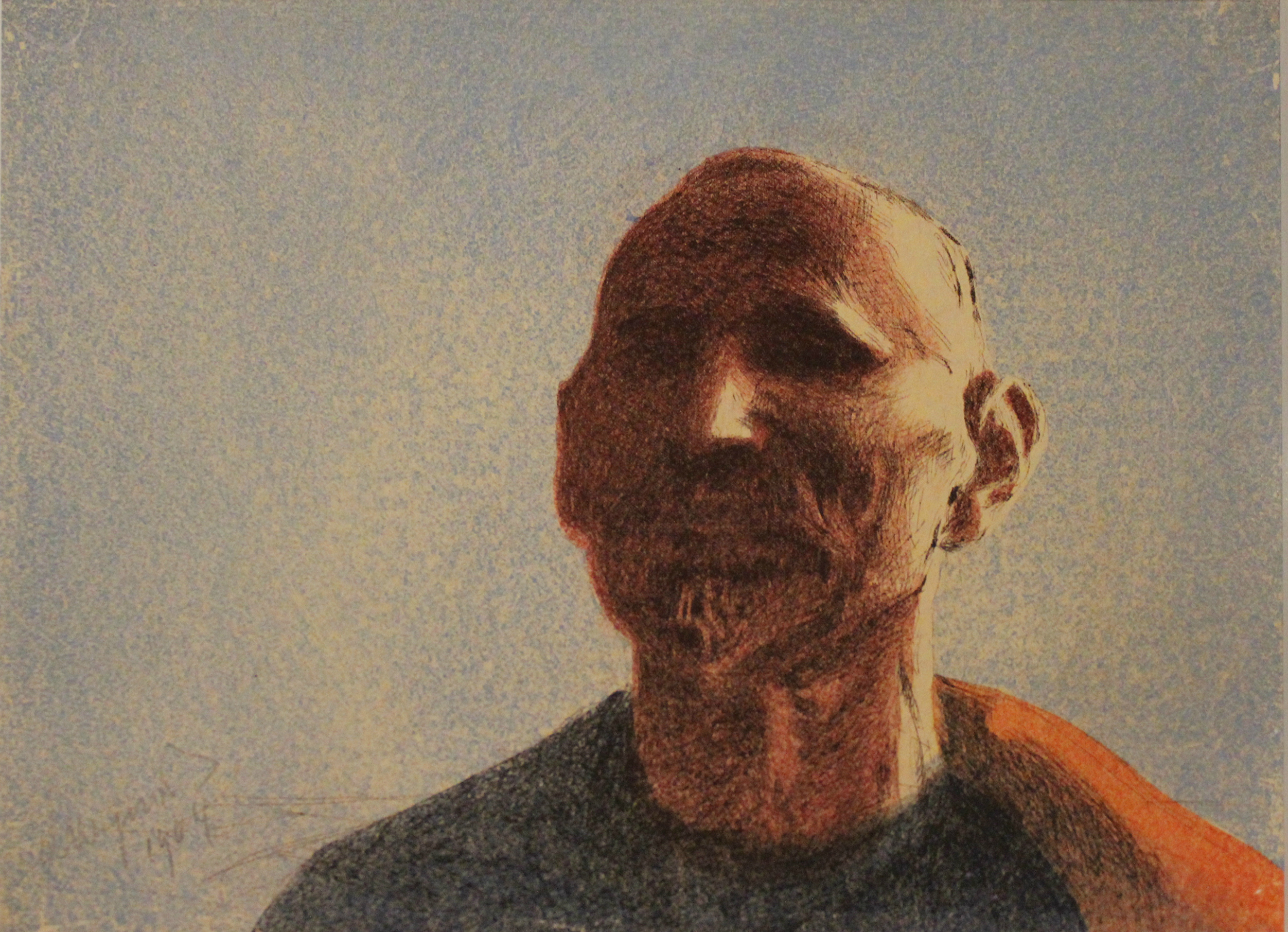
Autoportret, 1904
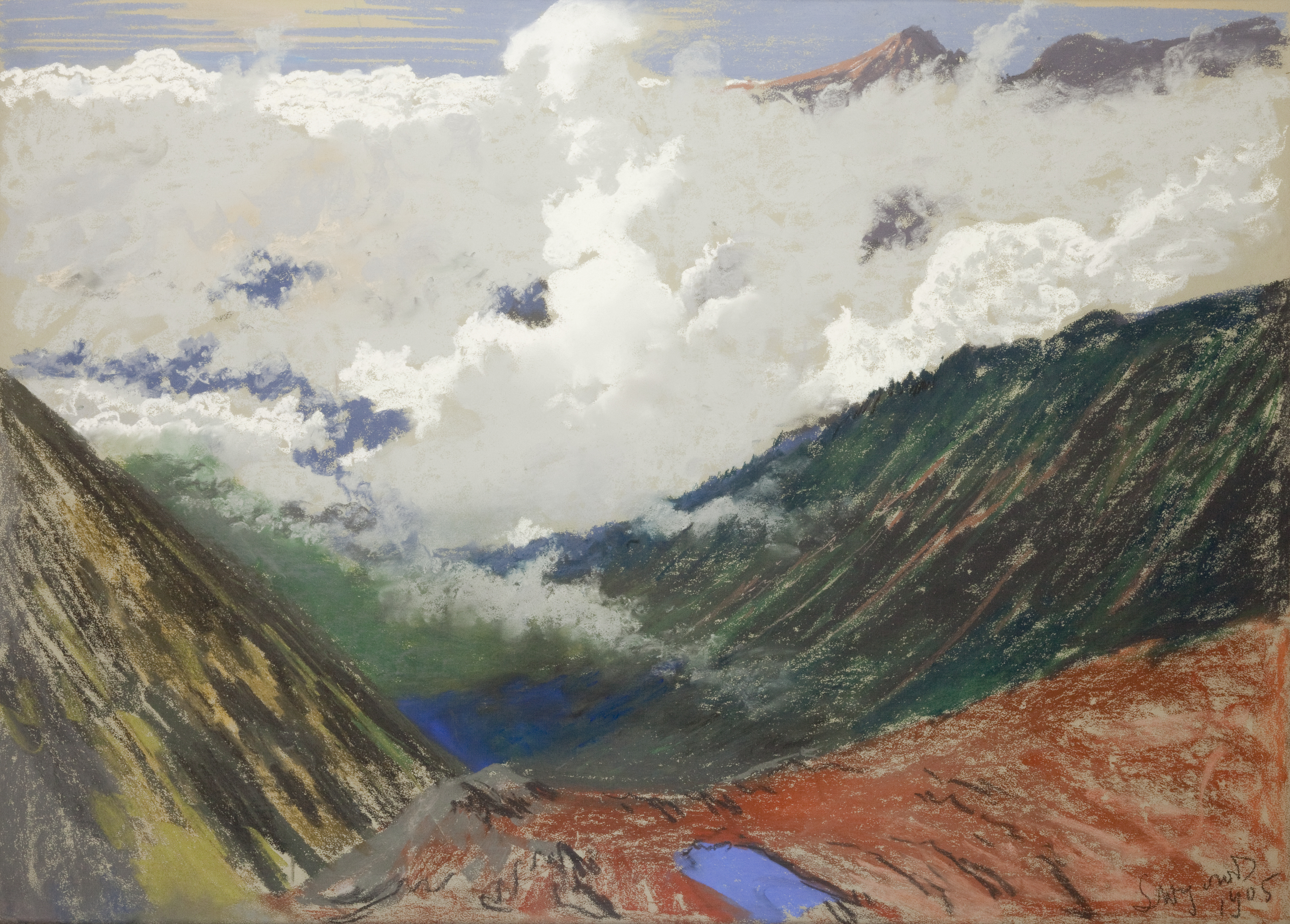
U wrót Chałubińskiego, 1905, Muzeum Narodowe w Krakowie
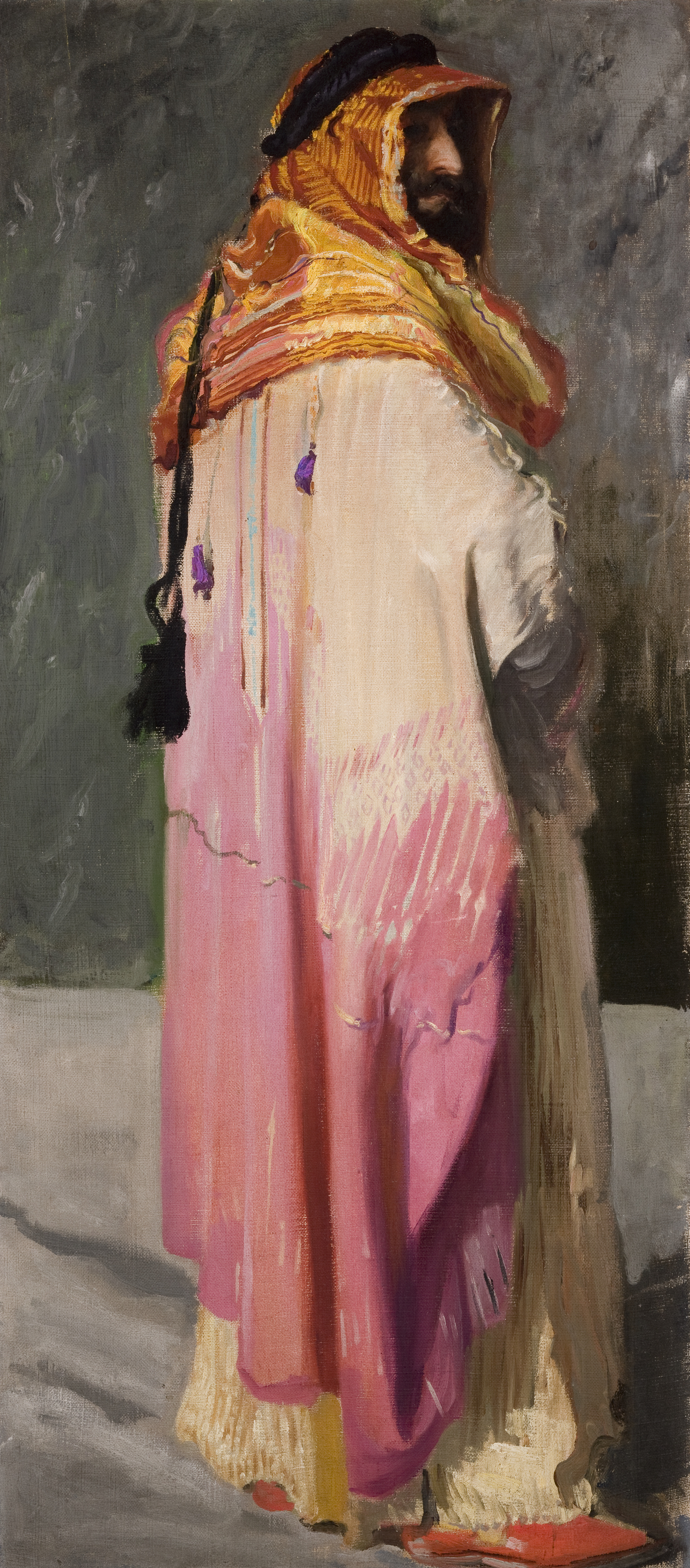
Portret Feliksa Jasieńskiego w stroju Beduina, 1906–1910, Muzeum Narodowe w Krakowie
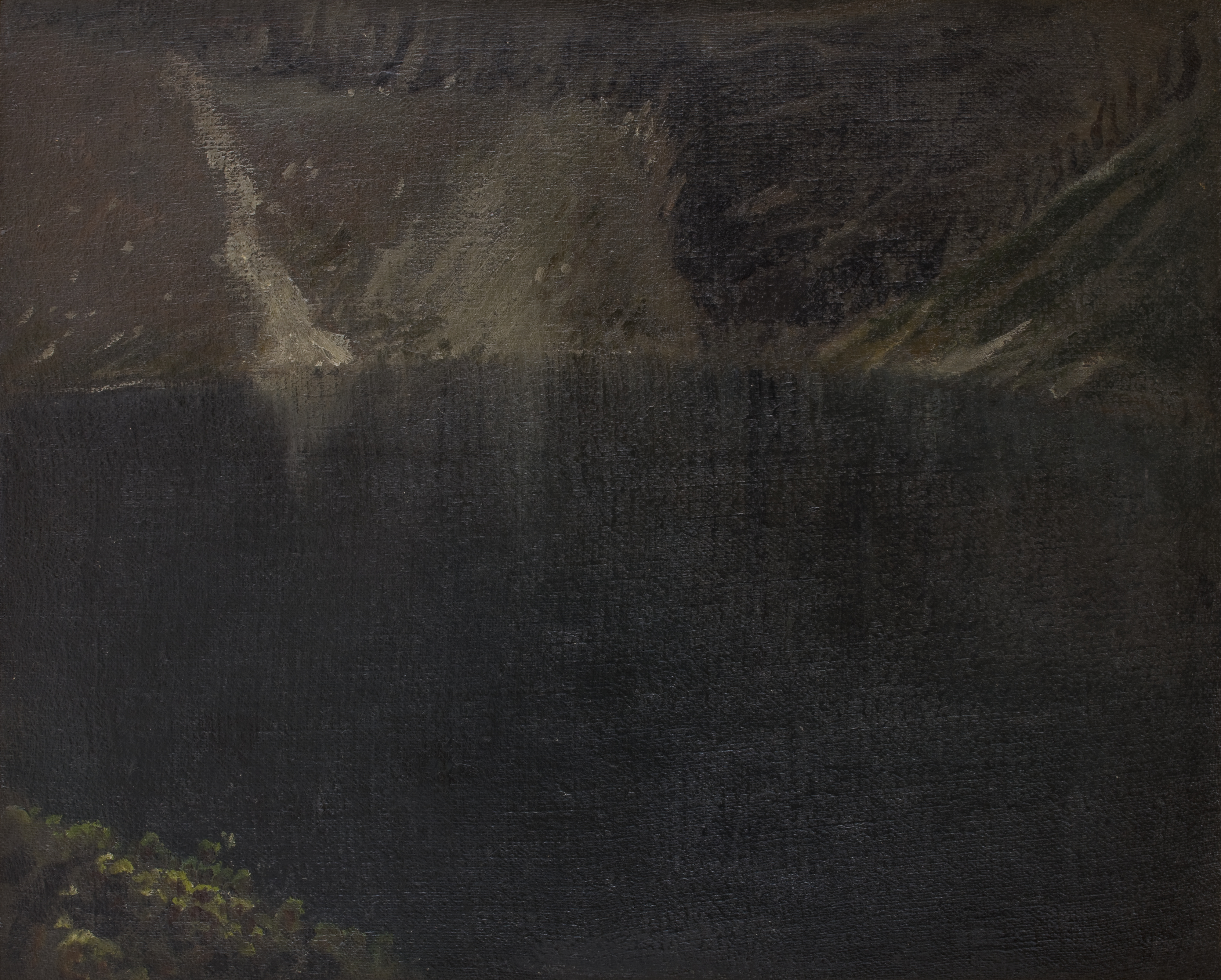
Czarny Staw, 1906, Muzeum Narodowe w Krakowie
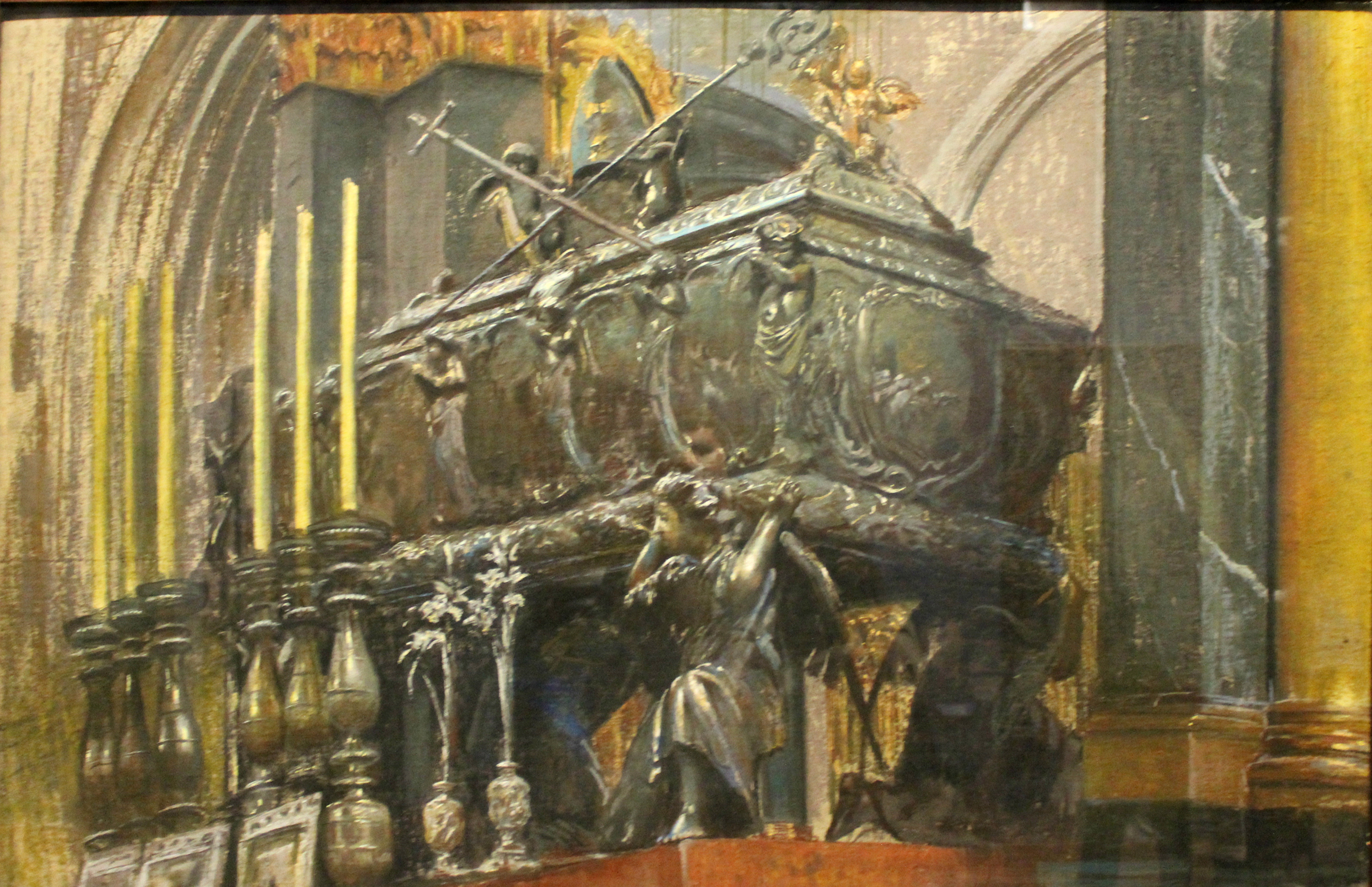
Trumna św. Stanisława, 1907, Muzeum Narodowe w Warszawie
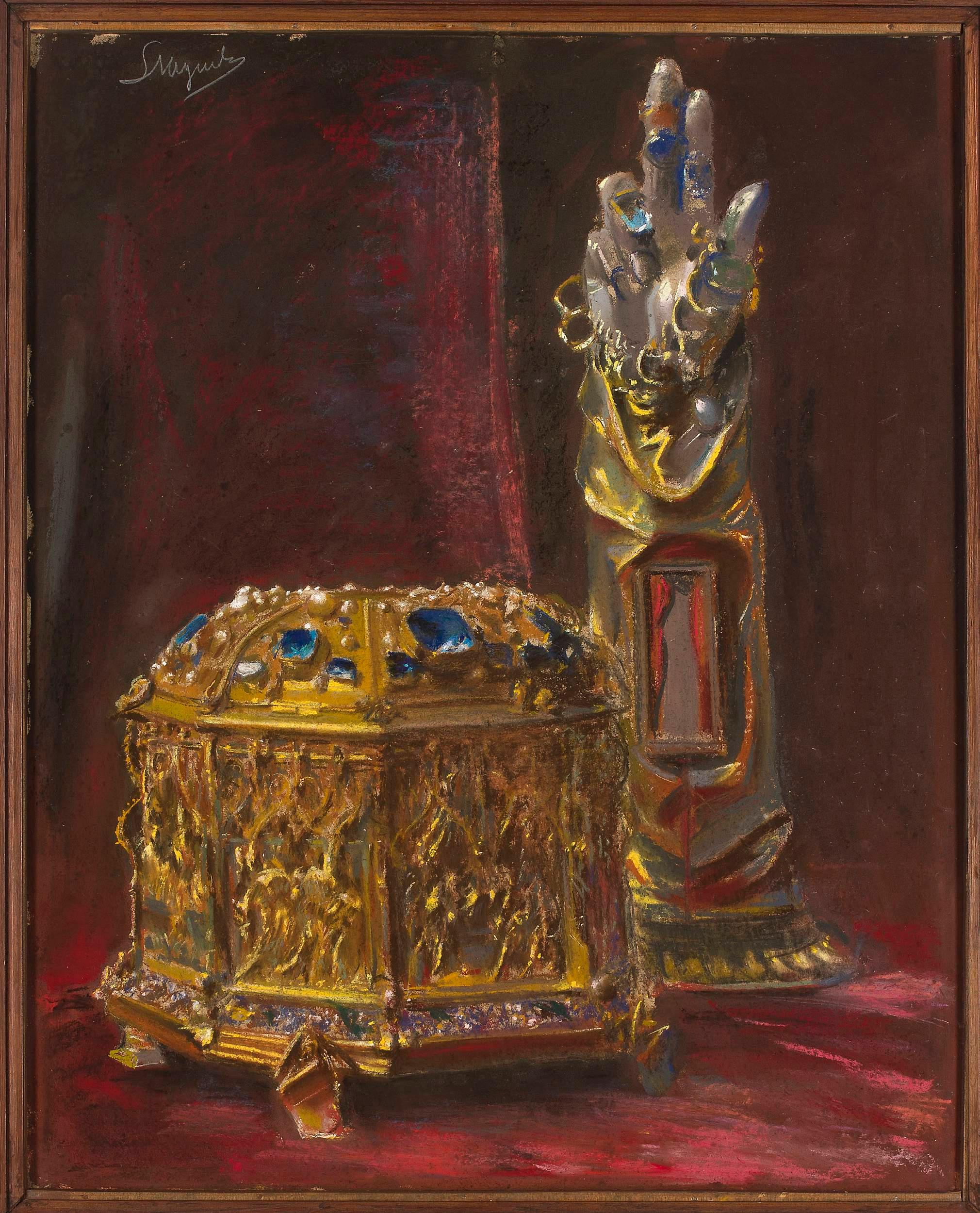
Relikwiarze św. Stanisława, pastel z cyklu Skarbiec wawelski, 1907, Muzeum Narodowe w Warszawie
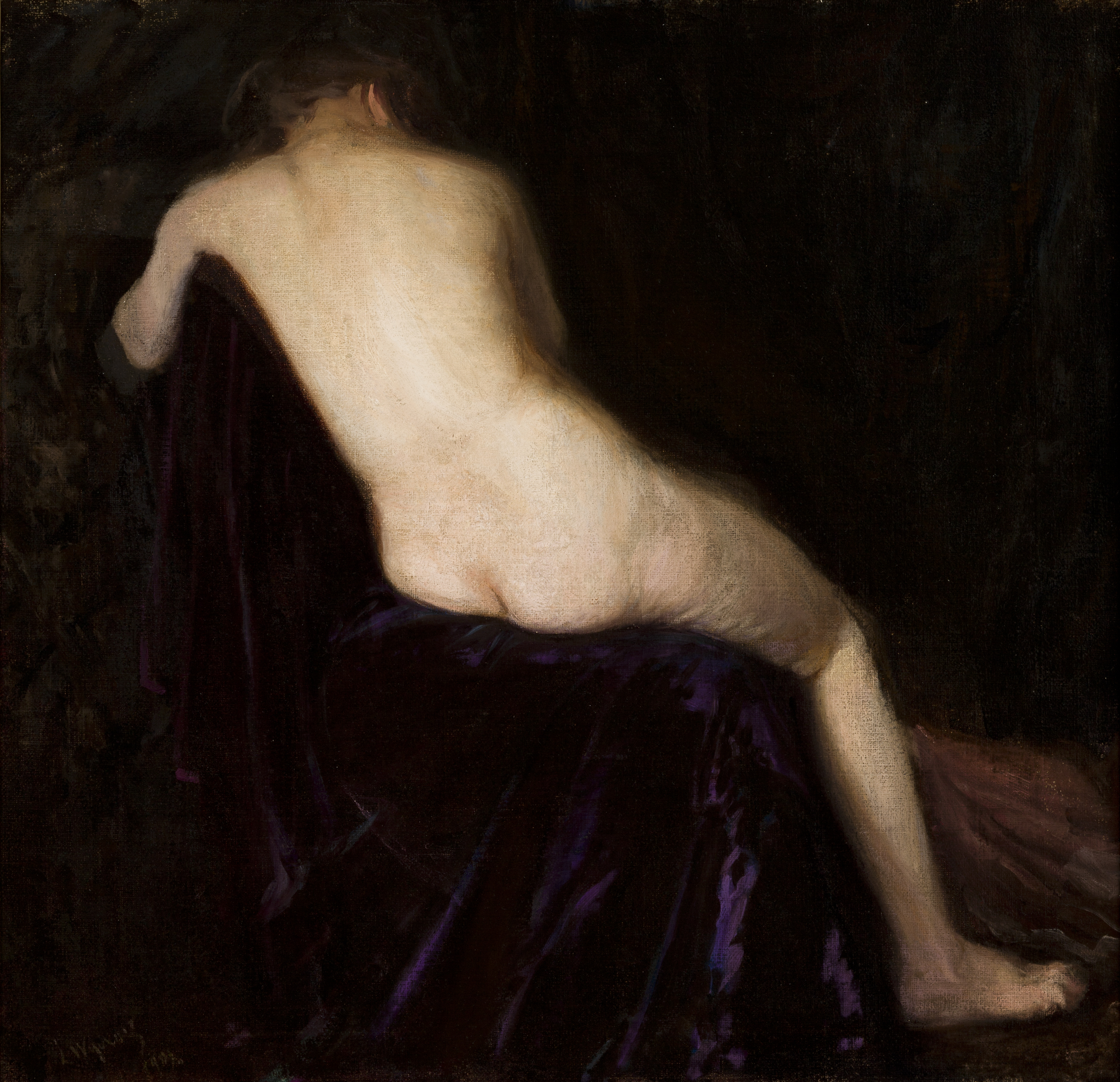
Akt kobiecy, 1907, Muzeum Narodowe w Krakowie
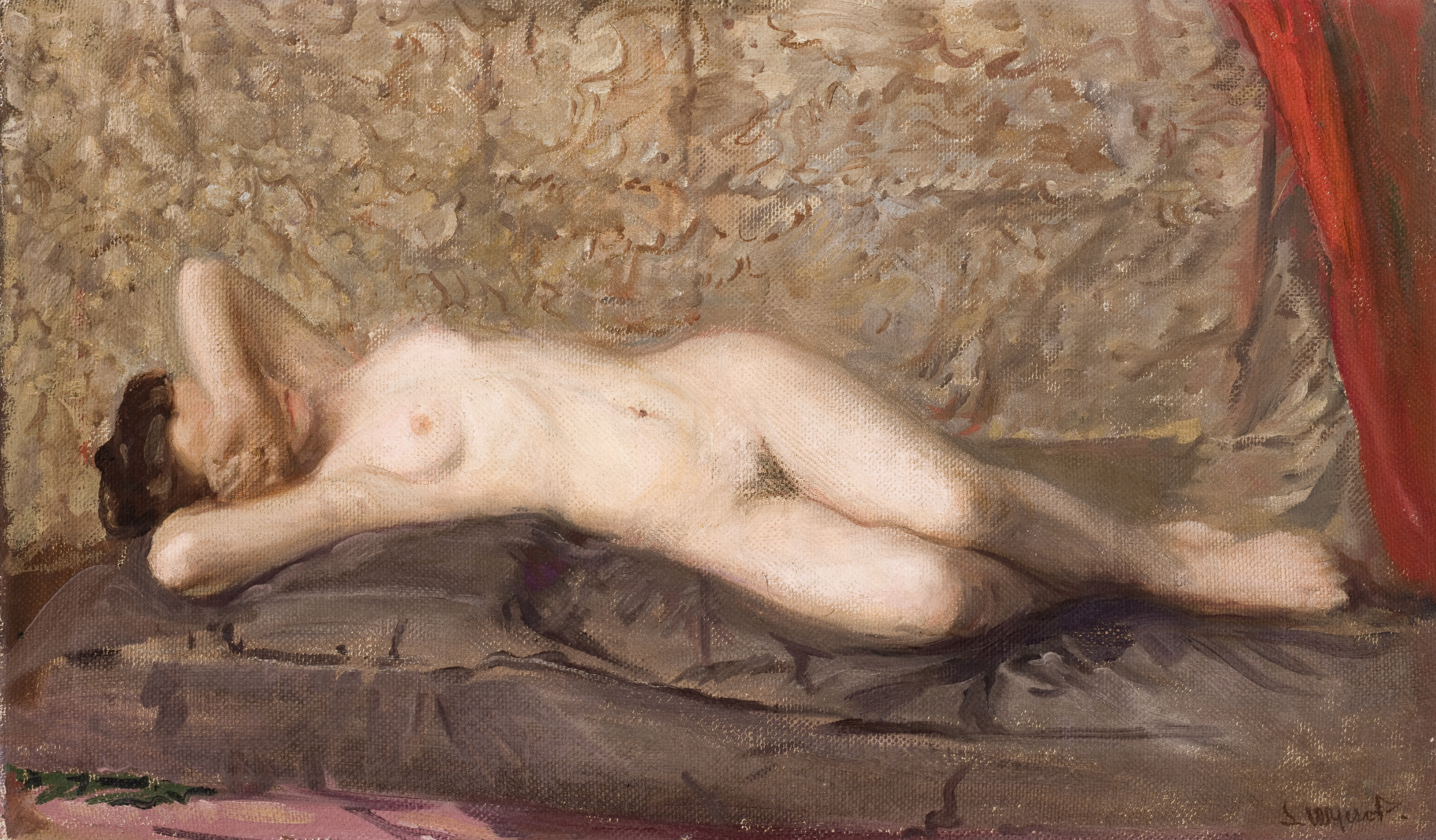
Akt kobiety leżącej, 1908, Muzeum Narodowe w Krakowie
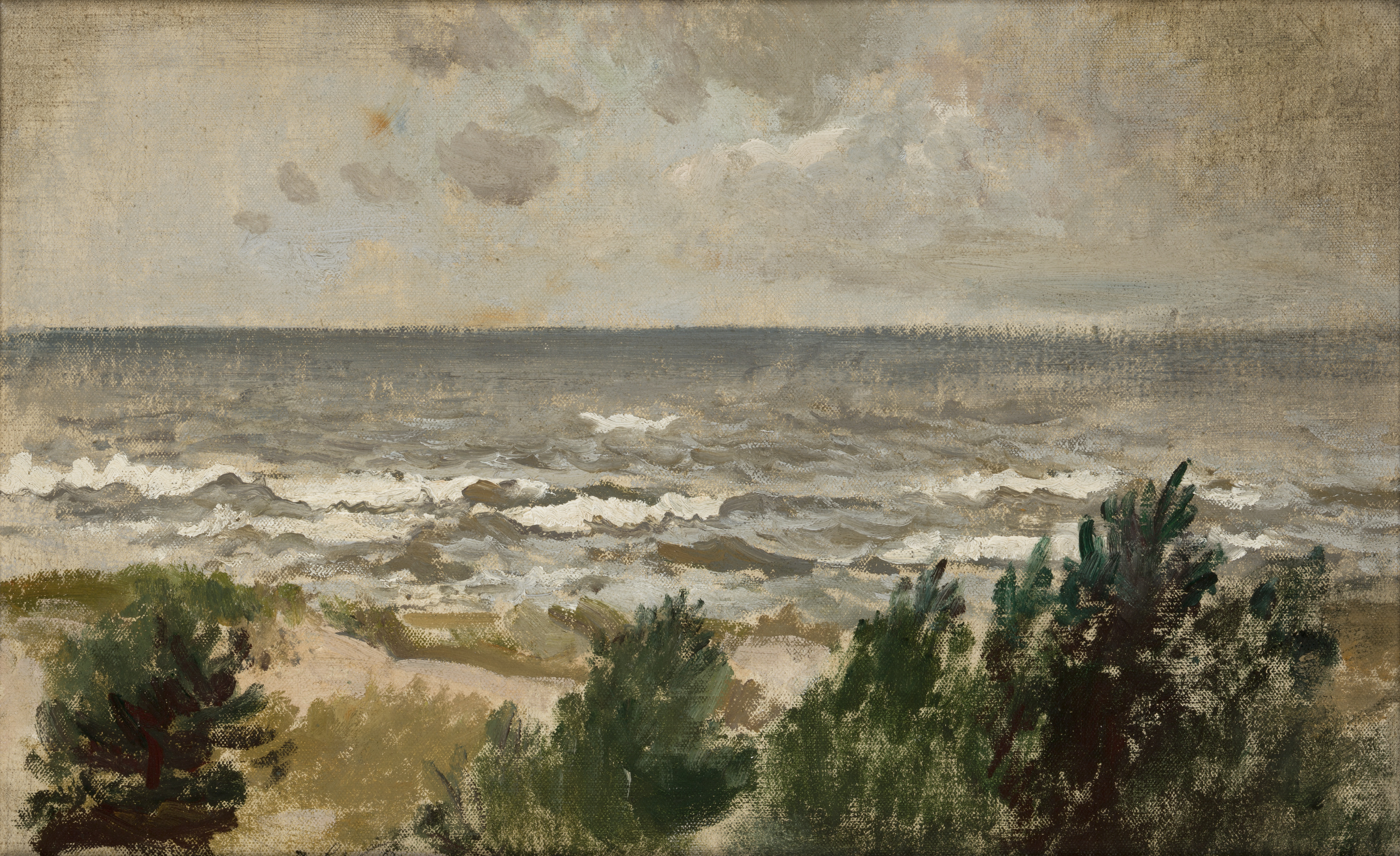
Wietrzny dzień, 1908, Muzeum Narodowe w Krakowie
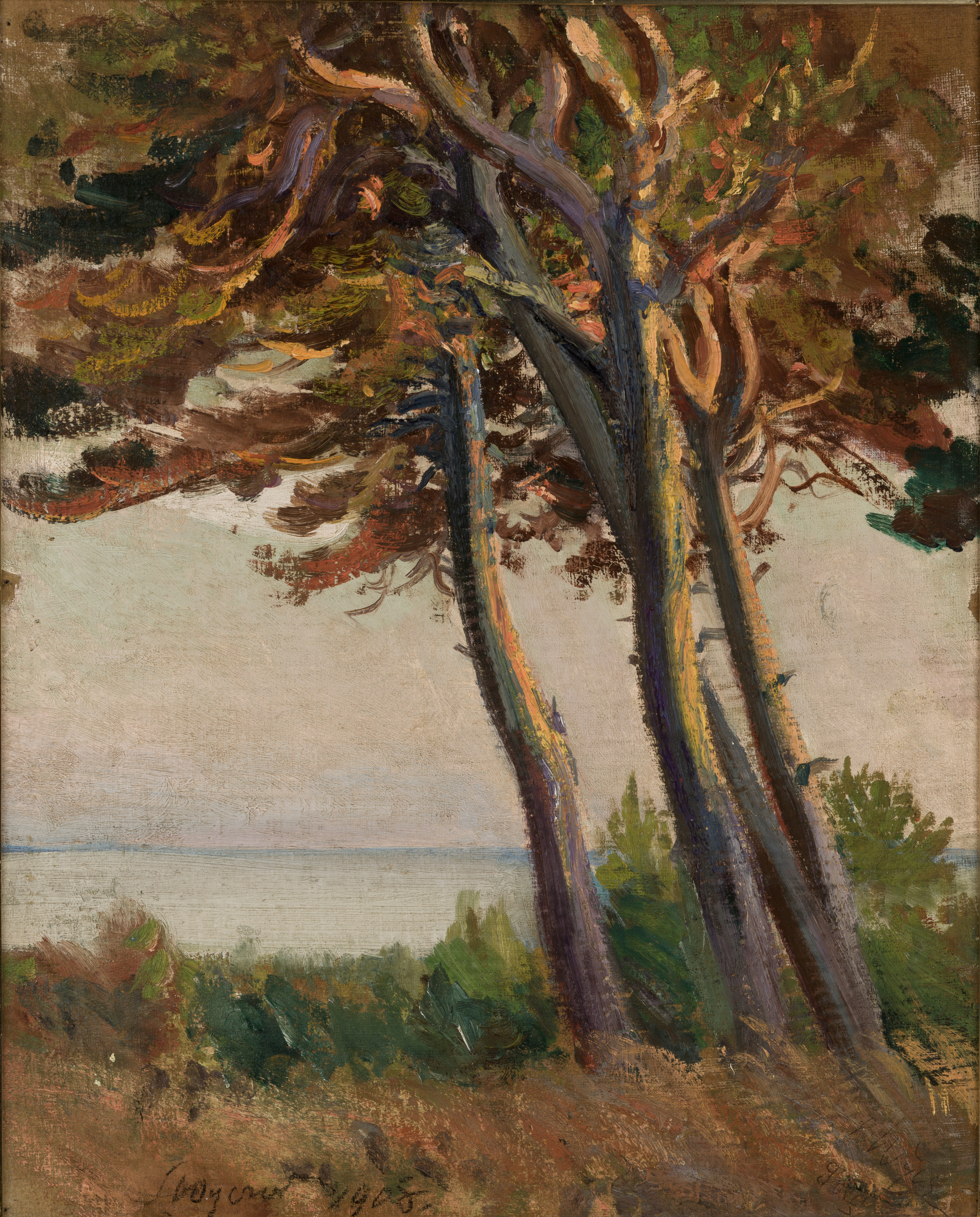
Sosny w Połądze, 1908, Muzeum Narodowe w Krakowie
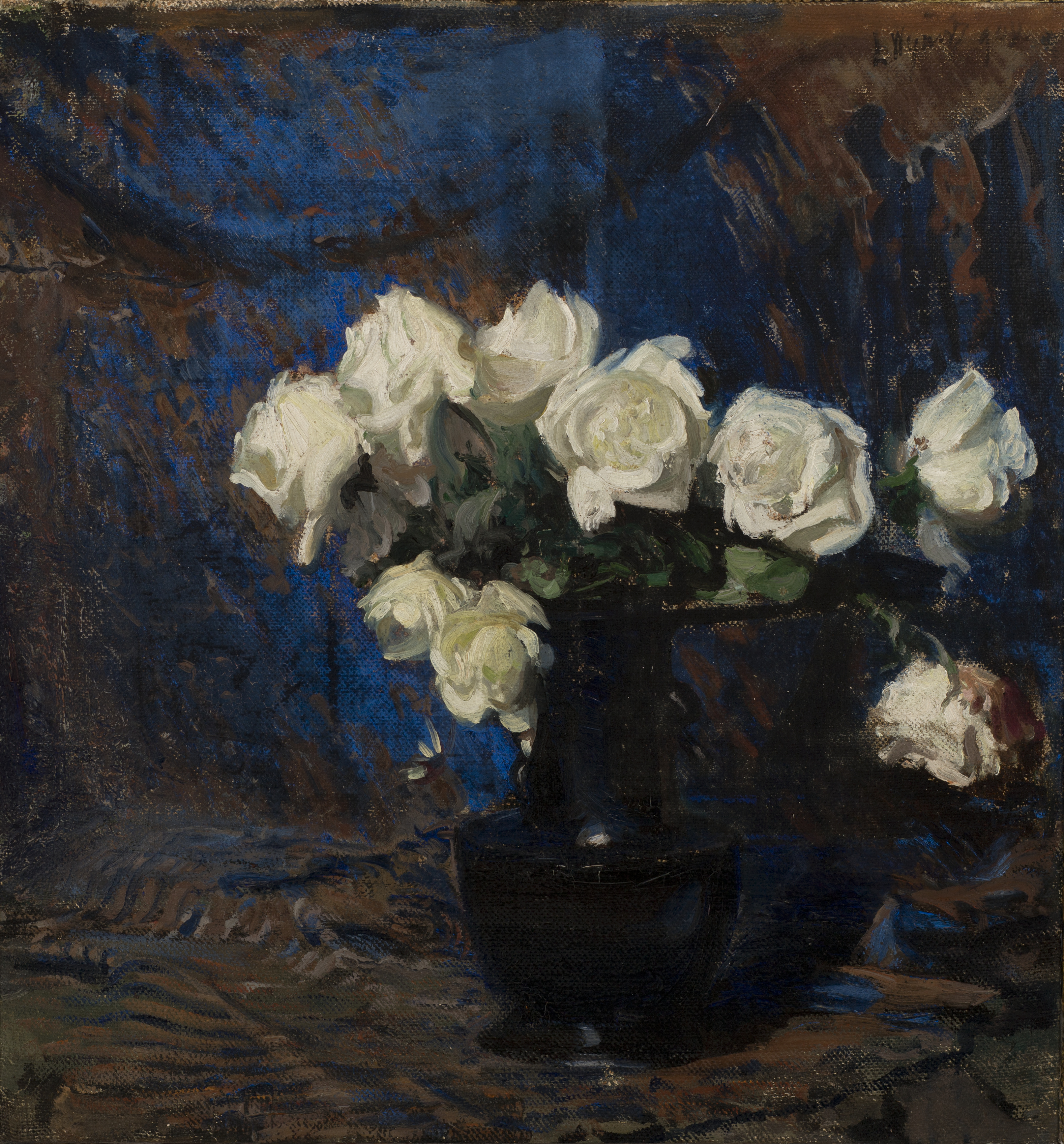
Białe róże, 1908, Muzeum Narodowe w Krakowie
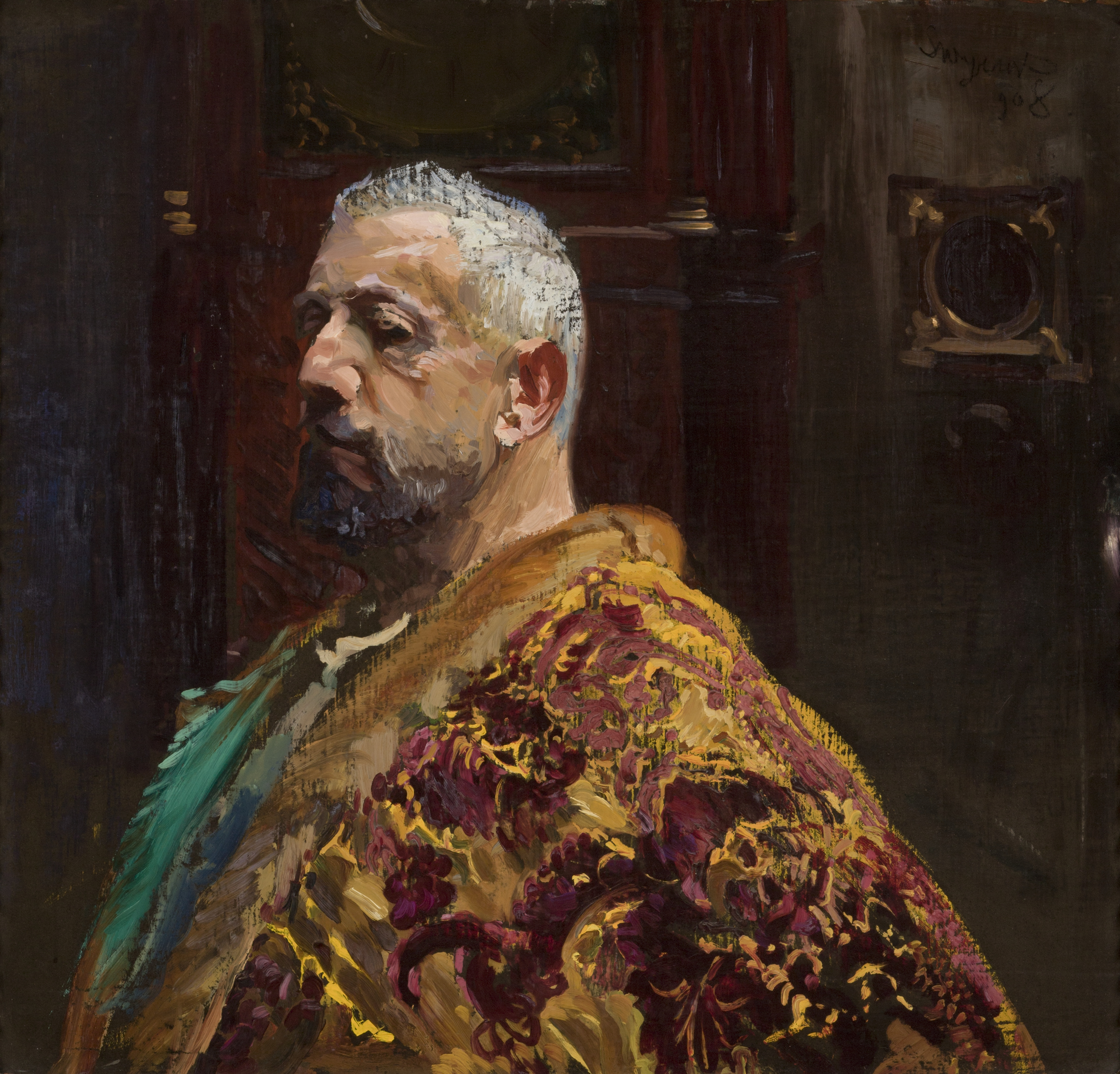
Portret Erazma Barącza, 1908, Muzeum Narodowe w Krakowie
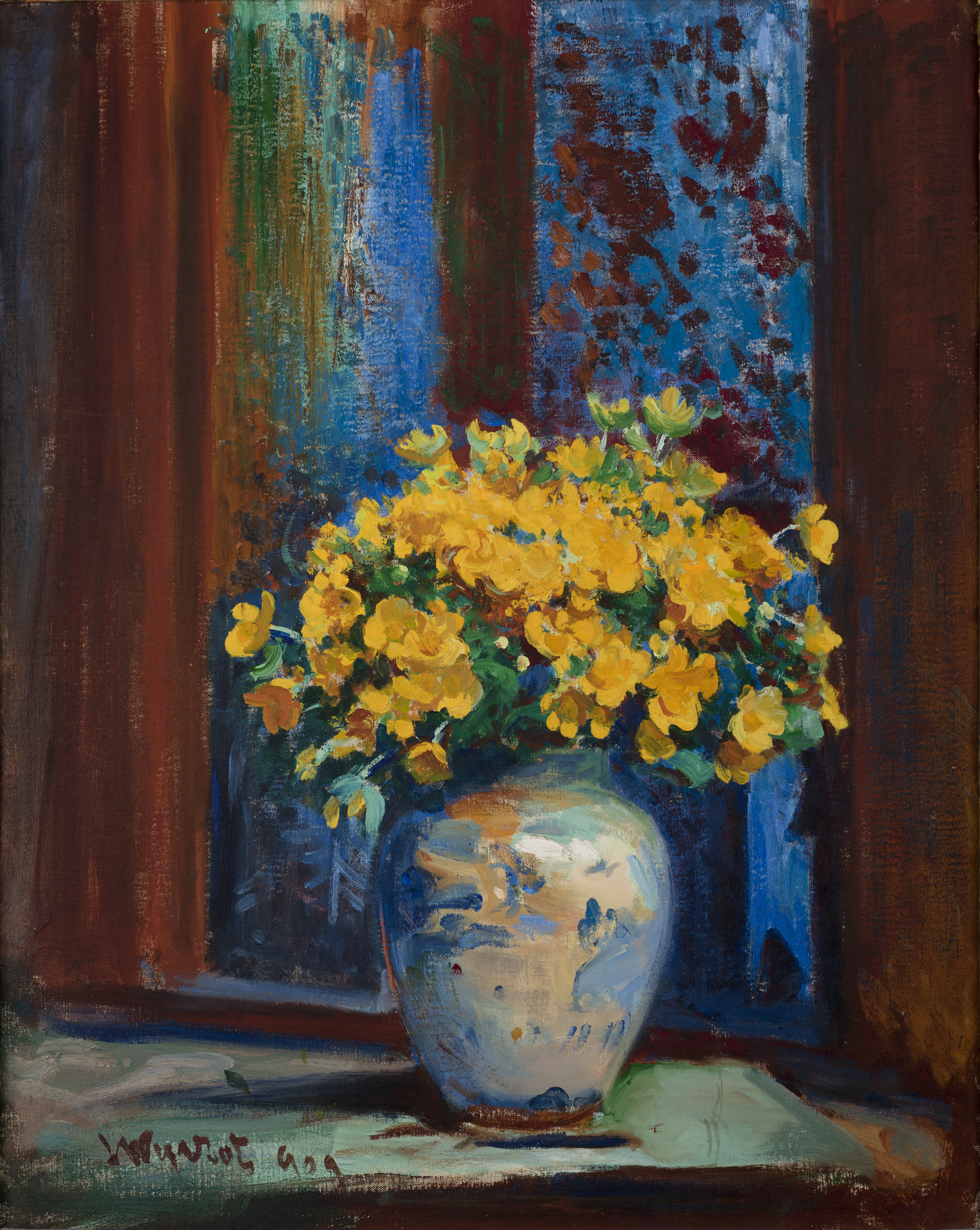
Kaczeńce, 1909, Muzeum Narodowe w Krakowie
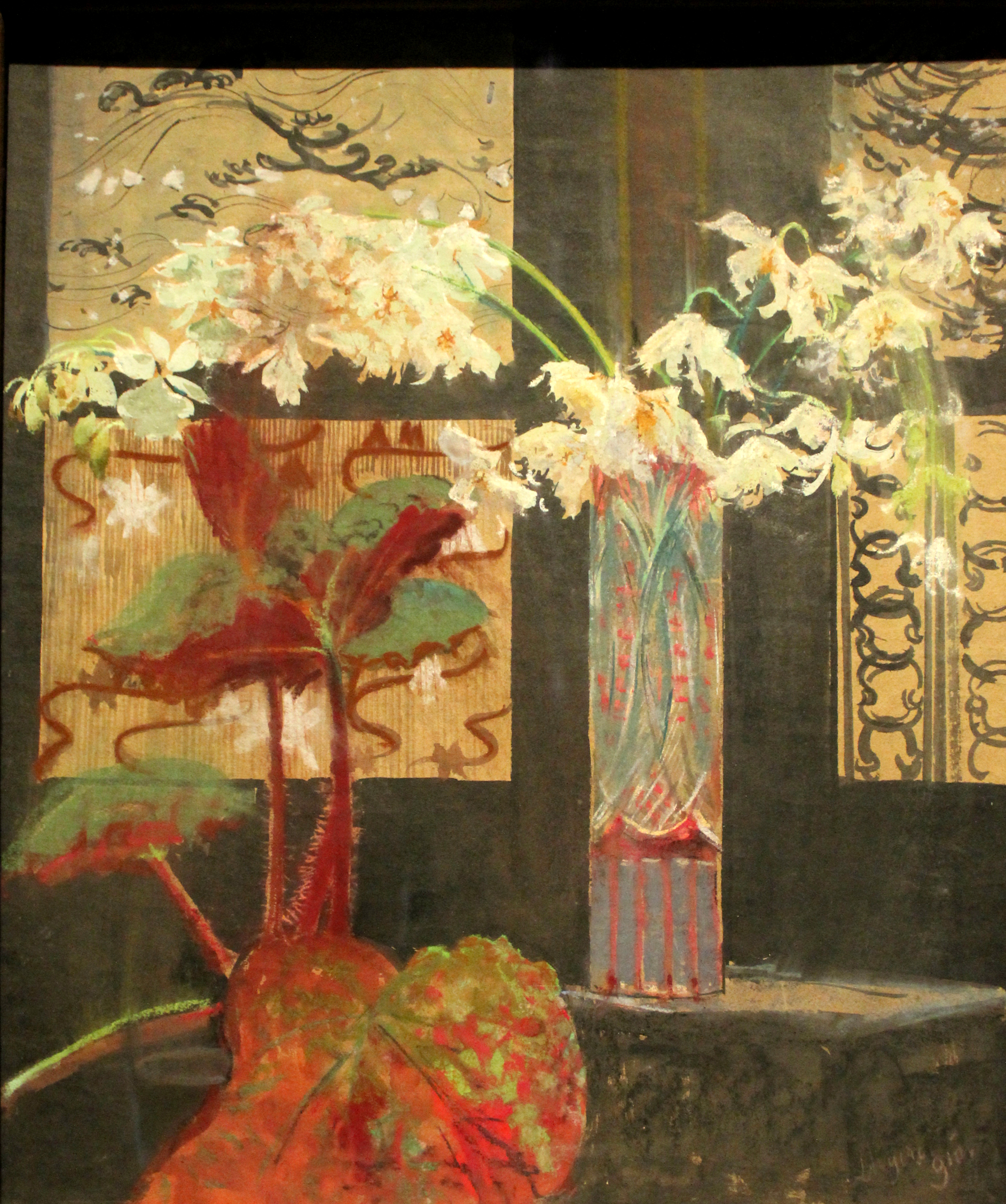
Białe storczyki i begonia, 1910, Muzeum Narodowe w Warszawie
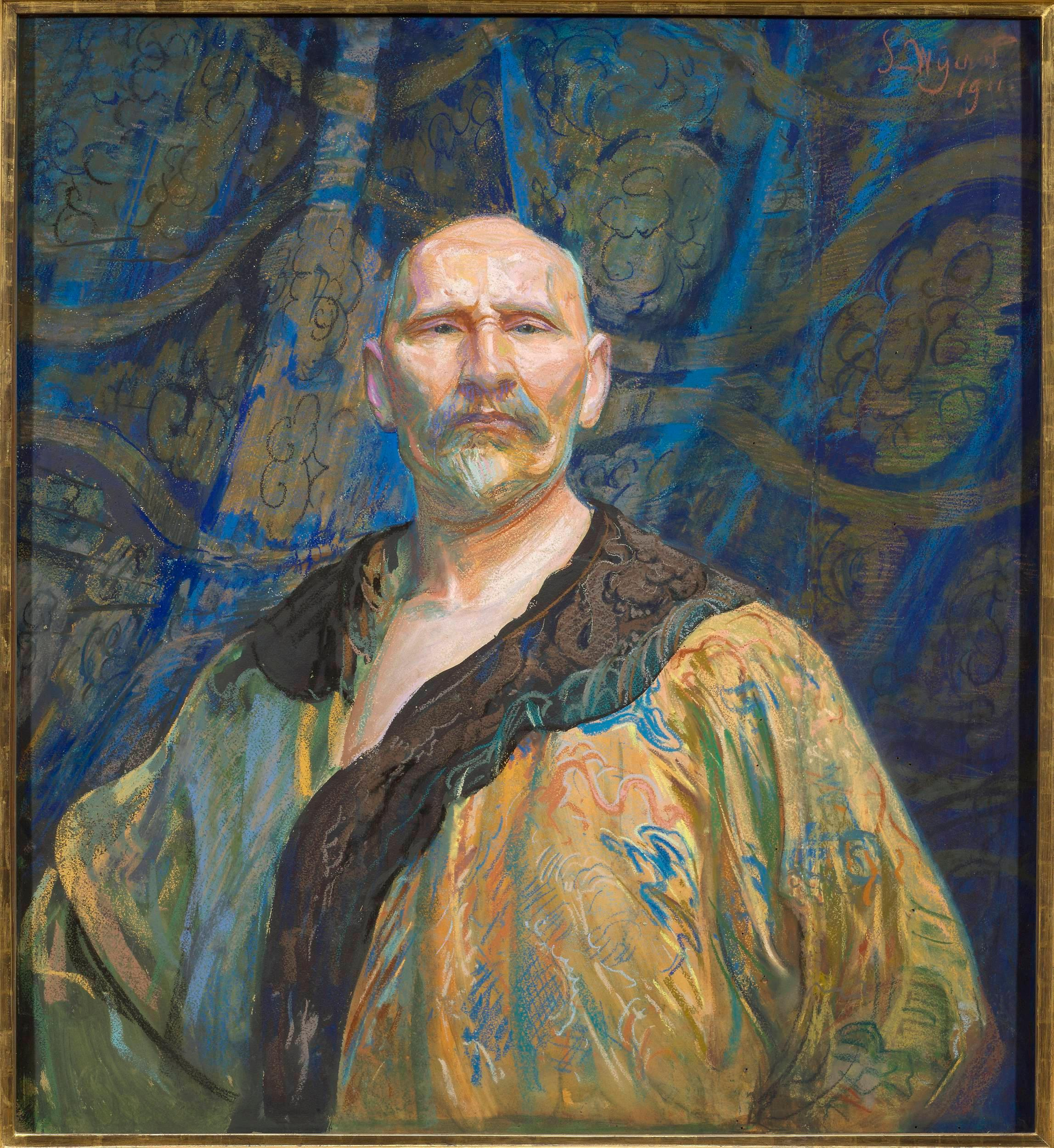
Autoportret w chińskim kaftanie, 1911, Muzeum Narodowe w Warszawie
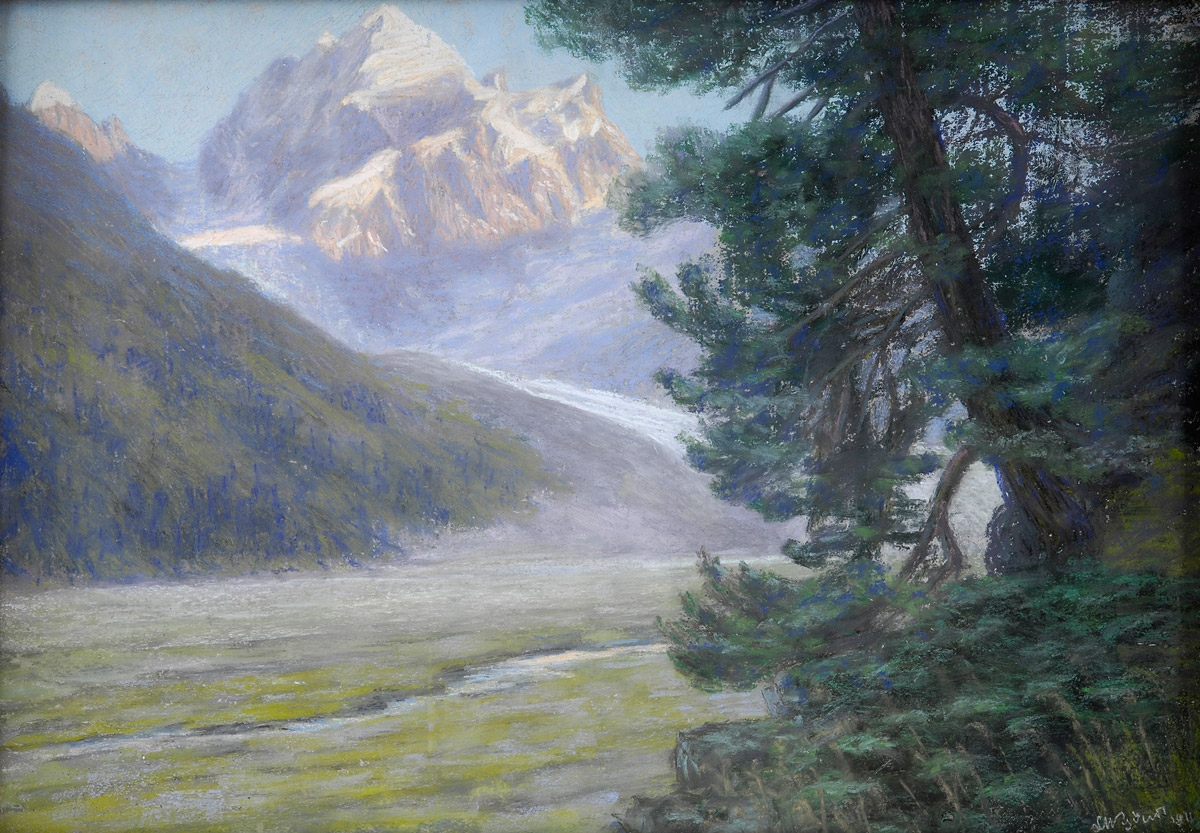
Tatry, 1911,
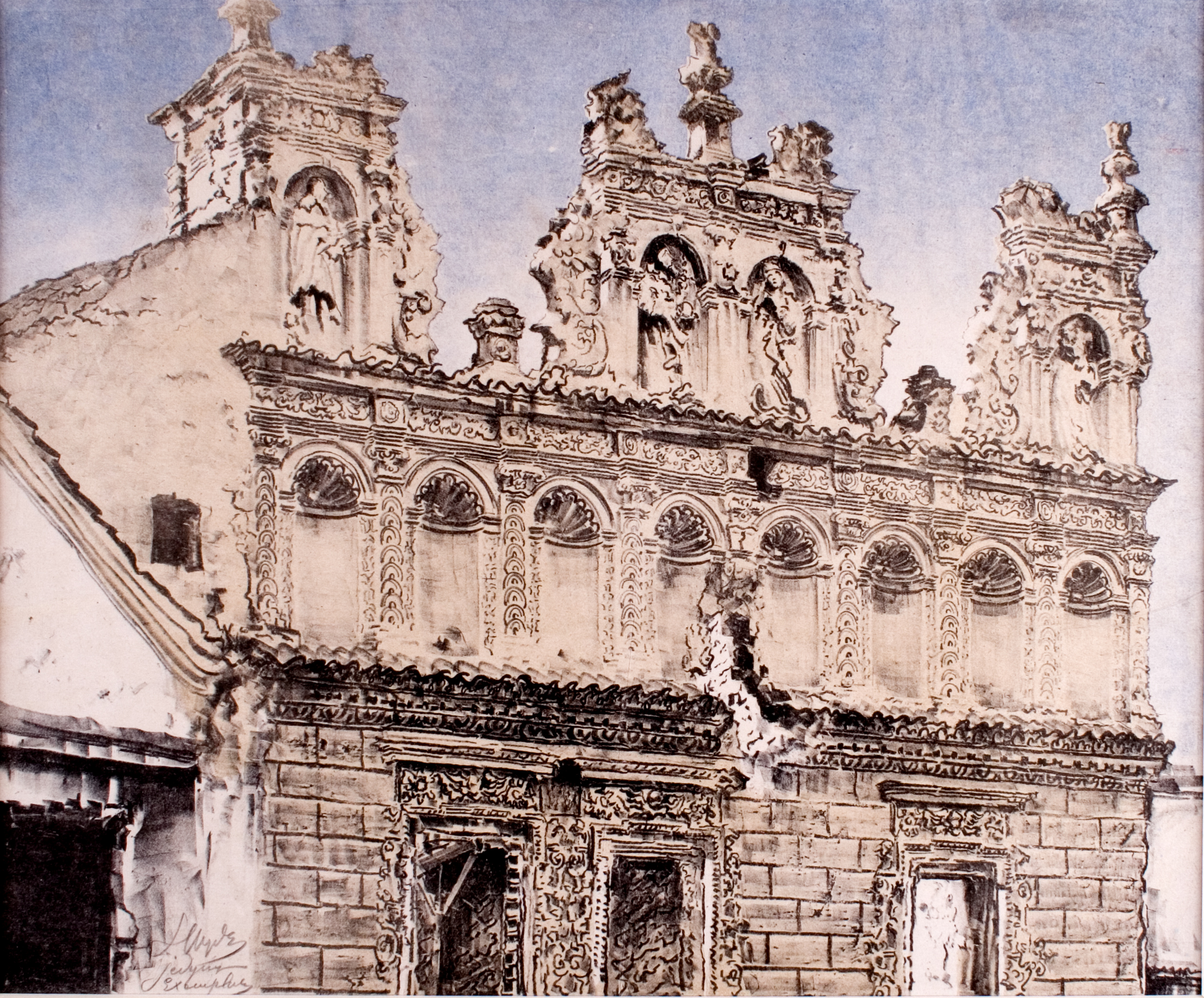
Attyka Kamienicy Celejowskiej, 1918, Muzeum Narodowe w Krakowie
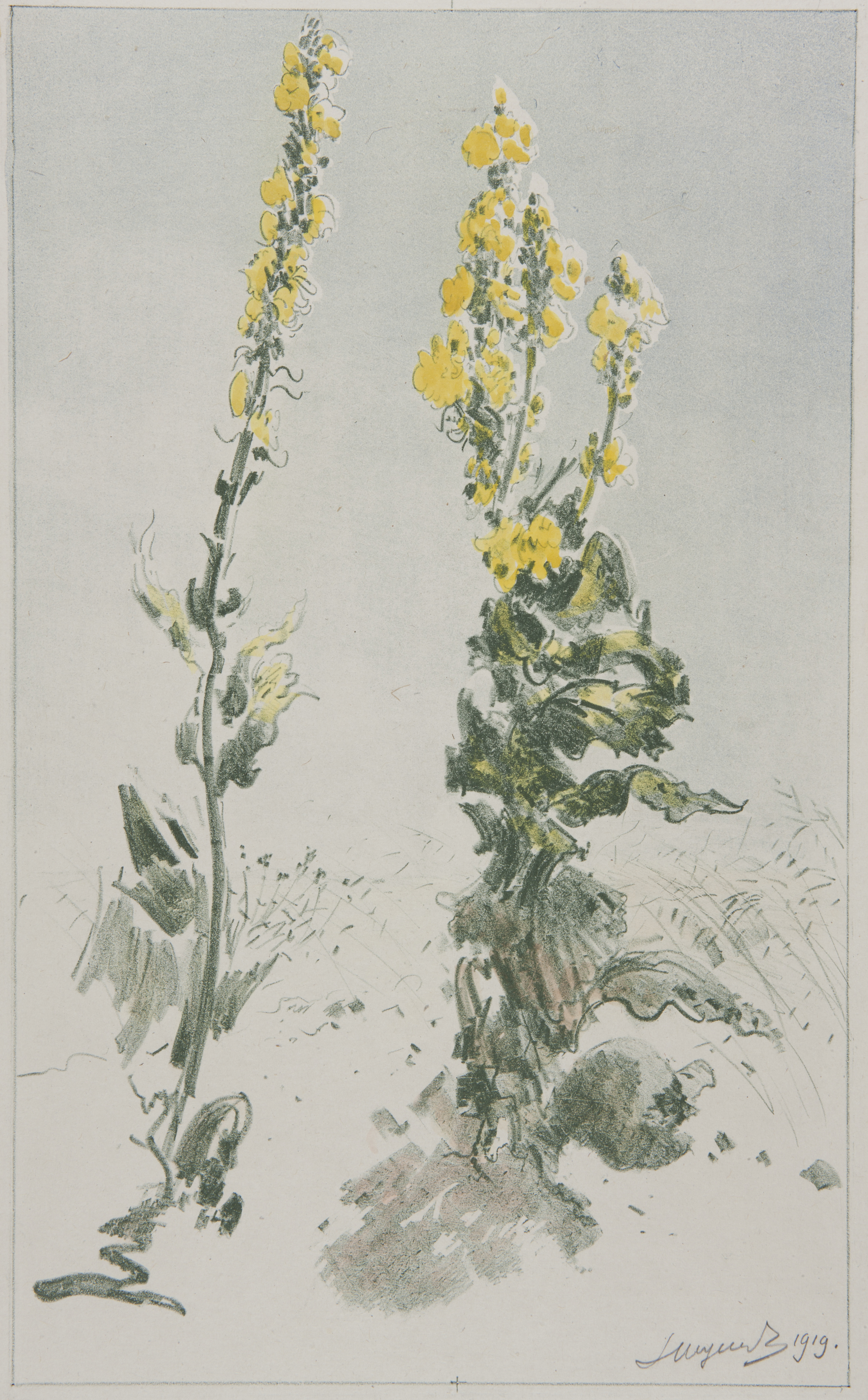
Dziewanny, 1919, Muzeum Narodowe w Krakowie
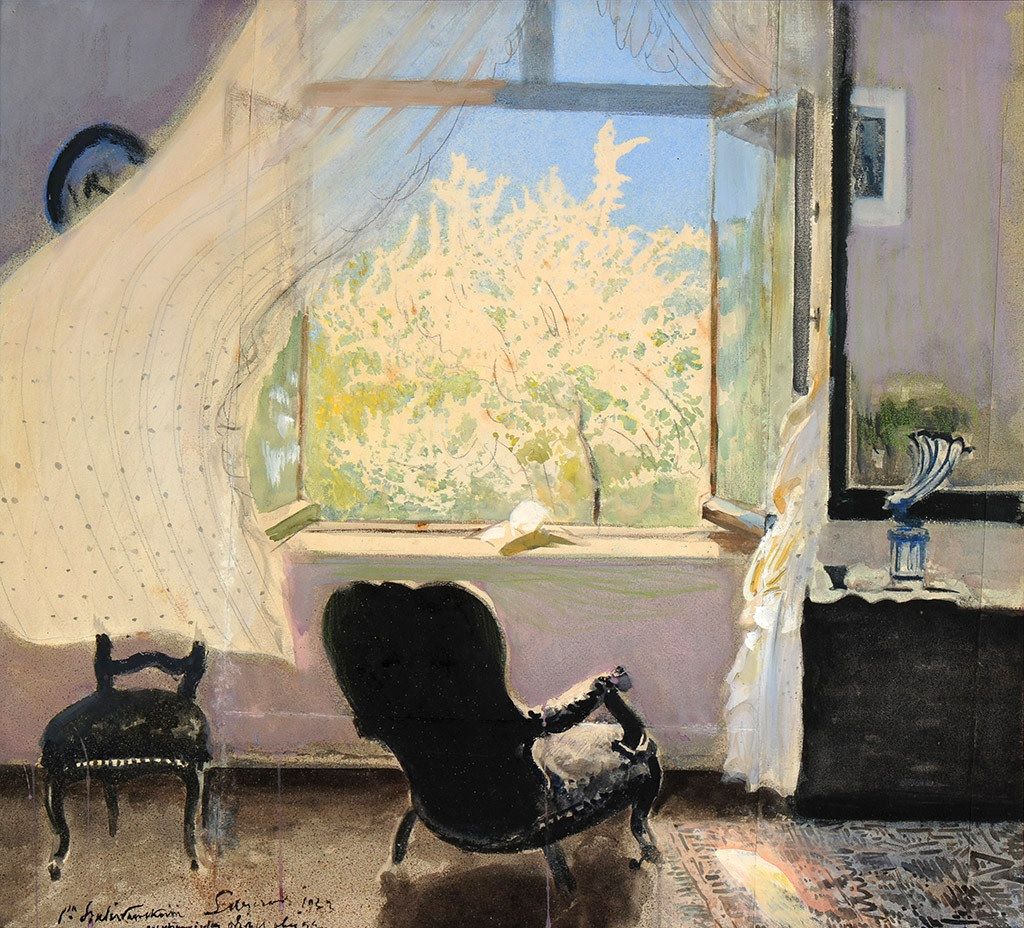
Wiosna – wnętrze pracowni artysty, 1933, Muzeum Okręgowe im. Leona Wyczółkowskiego w Bydgoszczy

## Nagrody
- nagroda Akademii Umiejętności fundacji Probusa Barczewskiego (dwukrotnie)[54]
- złoty medal na Międzynarodowej Wystawie Powszechnej w Paryżu (1925[55]
- złoty medal na Powszechnej Wystawie Krajowej w Poznaniu (1929)[56]
- nagroda miasta Warszawy (1930)[57]
- nagroda plastyczna Ministra Wyznań Religijnych i Oświecenia Publicznego (1935)[58]

## Ordery i odznaczenia
- Wielka Wstęga Orderu Odrodzenia Polski (11 listopada 1934)[59]
- Krzyż Komandorski z Gwiazdą Orderu Odrodzenia Polski (10 listopada 1928)[60][61]
- Krzyż Komandorski Orderu Odrodzenia Polski (29 grudnia 1921)[62]
- Krzyż Oficerski Orderu Odrodzenia Polski (13 lipca 1921)[63][64][65][66]
- Złoty Krzyż Zasługi (11 czerwca 1932)[67]
- Złoty Wawrzyn Akademicki (5 listopada 1935)[68]

## Upamiętnienie
Leon Wyczółkowski jest patronem ulic w Warszawie (od 1985 r.) oraz m.in. w Bydgoszczy, Gdańsku, Zielonej Górze, Gorzowie Wielkopolskim, Krakowie, Lublinie, Piasecznie, Pruszczu Gdańskim, Iławie, Miastkowie Kościelnym, Jeleniej Górze, a również w miejscowościach położonych w okolicach, w których tworzył w ostatnim okresie życia – w Koronowie, Tucholi i Świeciu. Jest również patronem bydgoskiej Państwowej Ogólnokształcącej Szkoły Sztuk Pięknych i Liceum Plastycznego mieszczących się przy ulicy Konarskiego oraz Publicznego Gimnazjum im. Leona Wyczółkowskiego w Miastkowie Kościelnym.
Miasto Bydgoszcz zobowiązane w akcie darowizny do popularyzacji jego dzieł, wielokrotnie oddawało hołd wielkiemu artyście. Organizowano liczne wystawy w muzeum bydgoskim, odbywały się akademie, sesje naukowe, sympozja. Wydawano katalogi wystaw, informatory, plakaty, reprodukcje prac, wybito okolicznościowe medale. Muzeum Okręgowe w Bydgoszczy, które nosi imię Leona Wyczółkowskiego od 1946 r., posiada największą kolekcję jego dzieł. W czasie II wojny światowej zbiór uległ znacznemu uszczupleniu. W 1948 r. przyjaciel artysty, inż. Kazimierz Szulisławski wzbogacił go, składając w darze kolejnych 110 prac. W specjalnym dziale muzeum poświęconym wyłącznie jego twórczości zgromadzono ok. 700 jego prac, w tym prace olejne, pastele, akwarele, tempery, tusze, rysunki oraz liczne grafiki.
W dniu 5 grudnia 2007 r. Narodowy Bank Polski wprowadził do obiegu monety upamiętniające postać Leona Wyczółkowskiego, o nominałach:
- 20 zł – wykonaną stemplem lustrzanym w srebrze,
- 2 zł – wykonaną stemplem zwykłym w stopie Nordic Gold[71].

W 2009 r. na Wyspie Młyńskiej w Bydgoszczy urządzono tzw. Dom Leona Wyczółkowskiego – muzeum z dziełami artysty i wnętrzami zaaranżowanymi na dworek, w którym mieszkał w okresie międzywojennym.
W 2015 r. na ulicach Bydgoszczy ustawiono tablice, przedstawiające reprodukcje wybranych 10 dzieł artysty. Zlokalizowano je przy ul. Mennica, placu Teatralnym („Kurhan na Ukrainie”), Wybrzeżu im. Prezydenta Gabriela Narutowicza, Mostowej, Grodzkiej i Gdańskiej. Każda tablica informacyjna zawiera szczegółowy opis obrazu w językach polskim, angielskim i niemieckim z podaniem jego wymiarów, informacji o roku powstania oryginału, technice wykonania oraz inspiracjach artysty.